# Liste d'écrivains picards
La liste d'écrivains picards énumère des écrivains nés en Picardie ou y ayant vécu, ainsi que les écrivains dont les écrits furent rédigés en Picard.

## Nés auVesiècle
| Nom           | Né(e) | Né(e) à           | Mort(e) en | Mort(e) à | Langue(s) d'expression | Genre(s) |
| ------------- | ----- | ----------------- | ---------- | --------- | ---------------------- | -------- |
| Remi de Reims | 437   | Cerny-en-Laonnois | 537        | Reims     | Latin                  | Mémoires |

## Nés auIXesiècle
| Nom     | Né(e) | Né(e) à | Mort(e) en | Mort(e) à | Langue(s) d'expression | Genre(s)  |
| ------- | ----- | ------- | ---------- | --------- | ---------------------- | --------- |
| Nithard | 800   | ?       | 850        | ?         | Latin                  | Chronique |

## Nés auXesiècle
| Nom                    | Né(e)     | Né(e) à    | Mort(e) en | Mort(e) à | Langue(s) d'expression | Genre(s)  |
| ---------------------- | --------- | ---------- | ---------- | --------- | ---------------------- | --------- |
| Adalbéron de Laon      | 947       | Laon       | 1030       | Laon      | Latin                  | Poésie    |
| Dudon de Saint-Quentin | 960-965 ? | Vermandois | 1042 ?     | ?         | Latin                  | Chronique |

## Nés auXIesiècle
| Nom                   | Né(e)     | Né(e) à                | Mort(e) en | Mort(e) à                   | Langue(s) d'expression | Genre(s)  |
| --------------------- | --------- | ---------------------- | ---------- | --------------------------- | ---------------------- | --------- |
| Roscelin de Compiègne | Vers 1050 | Compiègne              | Vers 1121  | Besançon                    | Latin                  | Traité    |
| Guibert de Nogent     | 1055      | Clermont-en-Beauvaisis | 1125       | Abbaye de Nogent-sous-Coucy | Latin                  | Chronique |

## Nés auXIIesiècle
| Nom                            | Né(e)     | Né(e) à             | Mort(e) en | Mort(e) à                 | Langue(s) d'expression                 | Genre(s)                       |
| ------------------------------ | --------- | ------------------- | ---------- | ------------------------- | -------------------------------------- | ------------------------------ |
| Hugues de Fouilloy             | 1102      | Fouilloy            | 1173       | Ribemont-sur-Ancre        | Latin                                  | Traité                         |
| Alain de Lille                 | Vers 1115 | Lille               | 1202       | Saint-Nicolas-lès-Cîteaux | Latin                                  | Poésie, théologie              |
| Guernes de Pont-Sainte-Maxence | ?         | Pont-Sainte-Maxence | ?          | ?                         | Ancien français, anglo-normand, picard | Biographie                     |
| Bertolai de Laon               | 11??      | Laon                | 11??       | ?                         | Ancien français, picard                | Chanson de geste               |
| Gautier d'Arras                | 1135      | Arras               | 1189       | Arras                     | Ancien français, picard                | Roman                          |
| Conon de Béthune               | 1150      | Artois              | 1220       | Thrace                    | Ancien français, picard                | Chanson, poésie                |
| Blondel de Nesle               | 1155      | Santerre            | ?          | ?                         | Ancien français, picard                | Chanson, poésie                |
| Lambert d'Ardres               | Vers 1160 | Calaisis            | 1227       | ?                         | Latin                                  | Chronique                      |
| Châtelain de Coucy             | 1160      | Laonnois            | 1191       | ?                         | Ancien français, picard                | Chanson, poésie                |
| Hélinand de Froidmont          | 1160      | Pronleroy           | 1229       | ?                         | Ancien français                        | Poésie, chronique              |
| Audefroi le Bâtard             | ?         | Arras               | ?          | ?                         | Ancien français, picard                | Poésie, chanson                |
| Jean Bodel                     | 1165      | Arras               | 1210       | Beaurain                  | Ancien français, picard                | Poésie, théâtre, chanson       |
| Raoul de Houdenc               | 1165-1170 | Hodenc-en-Bray      | 1230       | ?                         | Ancien français                        | Roman, Poésie                  |
| Gautier de Dargies             | 1165-1170 | Dargies             | 1236-1240  | ?                         | Picard, ancien français                | Chanson, Poésie                |
| Robert de Clari                | 1170      | Cléry-sur-Somme     | 1230       | ?                         | Ancien français, picard                | Chronique                      |
| Jean Renart                    | Vers 1170 | Soissons            | ?          | ?                         | Ancien français, picard                | Roman, Poésie                  |
| Gautier de Coinci              | 1177      | Coincy              | 1236       | Soissons                  | Ancien français, picard                | Poésie, conte, biographie      |
| Vincent de Beauvais            | 1184-1194 | Boran-sur-Oise      | 1264       | Abbaye de Royaumont       | Latin                                  | Essai, encyclopédie            |
| Simon d'Authie                 | 1185      | Authie              | 1232       | ?                         | Picard                                 | Chanson                        |
| Renaut                         | 11??      | Soissonnais         | 12??       | ?                         | Ancien français, picard                | Roman                          |
| Pierre de Beauvais             | 11??      | Beauvaisis          | 12??       | ?                         | Picard                                 | Poésie, biographie, traduction |
| Chardon de Croisilles          | 11??      | Croisilles ?        | 12??       | ?                         | Picard                                 | Poésie, chanson                |
| Graindor de Douai              | 11??      | Douai               | 12??       | ?                         | Picard                                 | Chanson de geste               |
| Wauchier de Denain             | 11??      | Denain              | 12??       | ?                         | Picard                                 | Roman, Biographie              |
| Crestien                       | ?         | Amiens              | ?          | ?                         | Picard                                 | Roman                          |
| Auteur d'Aliscans              | ?         | Vermandois ?        | ?          | ?                         | Picard                                 | Chanson de geste               |

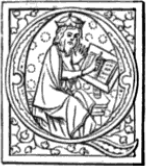
Raoul de Houdenc
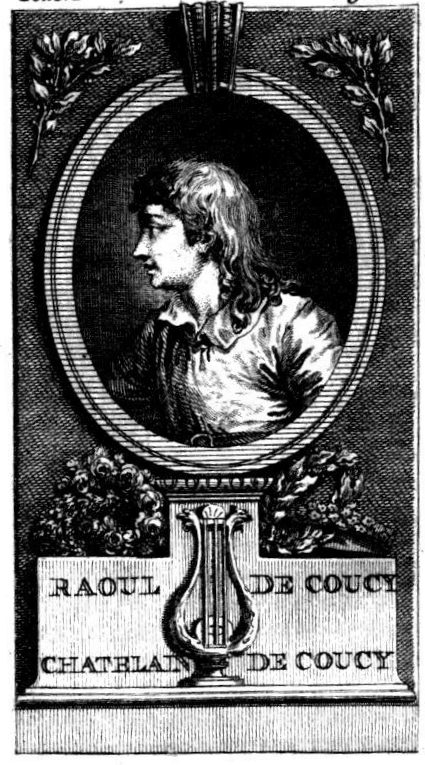
Le Châtelain de Coucy
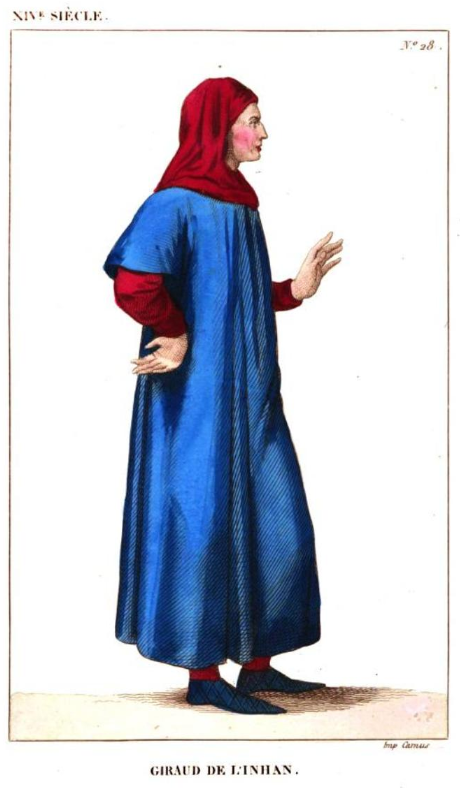
Hélinand de Froidmont
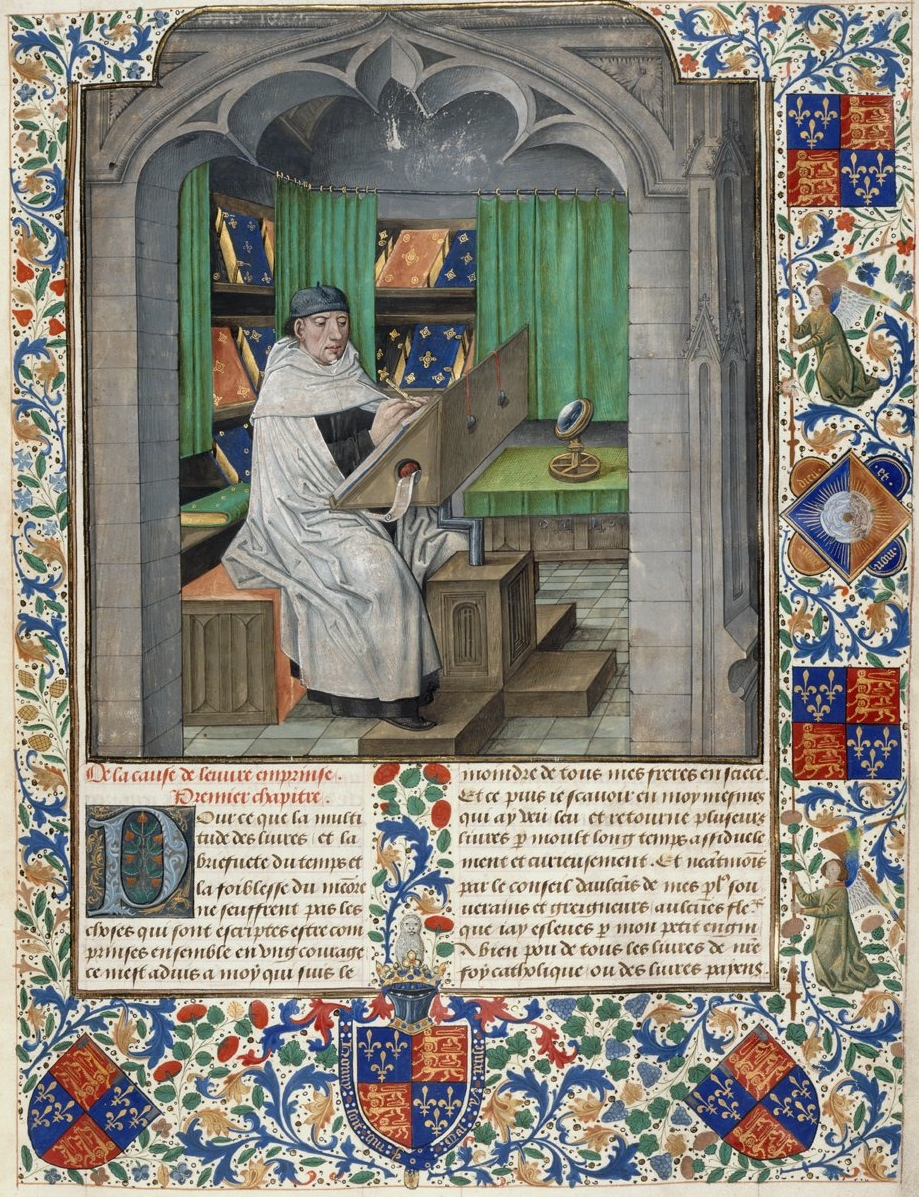
Vincent de Beauvais
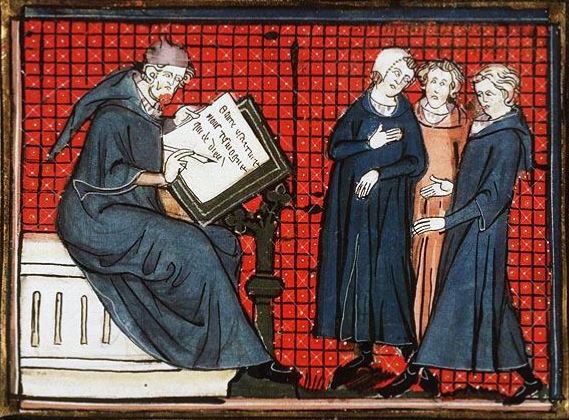
Gautier de Coinci
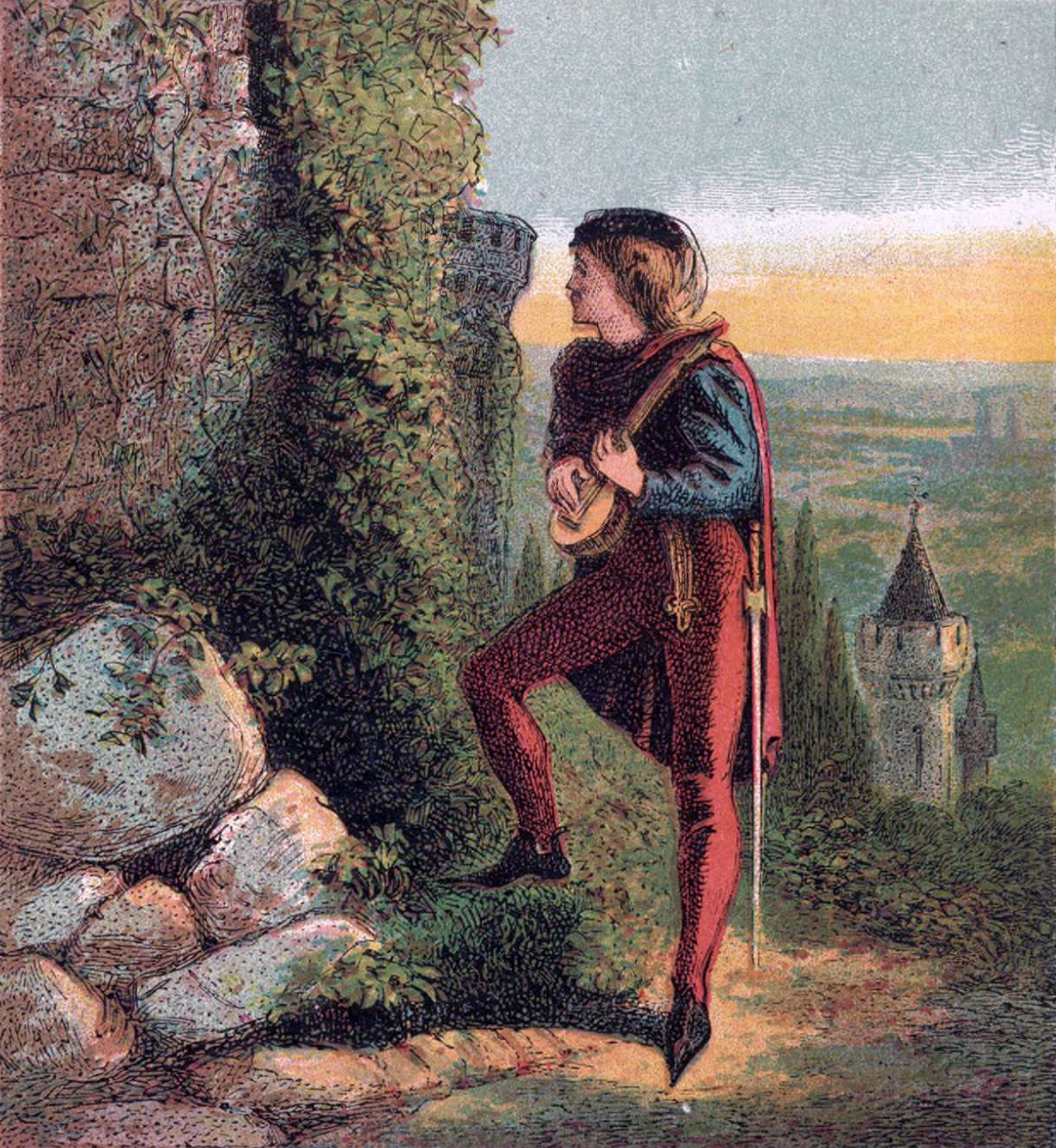
Blondel de Nesle
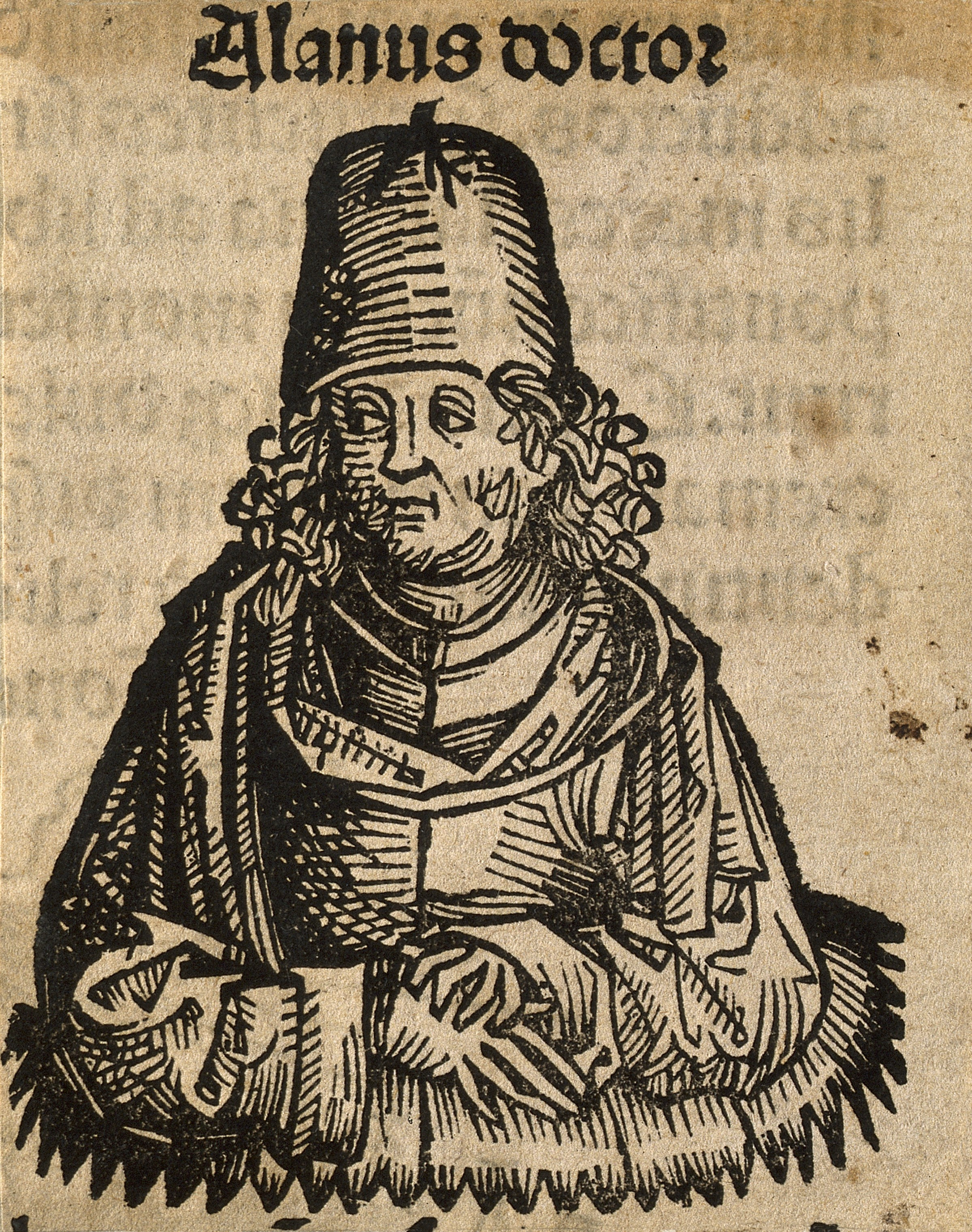
Alain de Lille

## Nés auXIIIesiècle
| Nom                            | Né(e)        | Né(e) à               | Mort(e) en | Mort(e) à         | Langue(s) d'expression  | Genre(s)                   |
| ------------------------------ | ------------ | --------------------- | ---------- | ----------------- | ----------------------- | -------------------------- |
| Richard de Fournival           | 1201         | Amiens                | 1259       | ?                 | Ancien français         | Poésie                     |
| Eustache d'Amiens              | 1203         | Picardie              | ?          | ?                 | Ancien français, picard | Fabliau                    |
| Gerbert de Montreuil           | ?            | Montreuil-sur-Mer     | ?          | ?                 | Ancien français         | Roman                      |
| Guillaume le Clerc de Picardie | ?            | Picardie              | ?          | ?                 | Picard, ancien français | Roman                      |
| Sarrasin                       | ?            | Picardie              | ?          | ?                 | Picard, ancien français | Roman                      |
| Moniot d'Arras                 | ?            | Arras                 | ?          | ?                 | Ancien français         | Chanson                    |
| Douin de Lavesne               | ?            | Tugny-et-Pont         | ?          | ?                 | Ancien français         | Fabliau                    |
| Perrin d'Angicourt             | ?            | Angicourt             | ?          | ?                 | Ancien français, picard | Poésie, Chanson            |
| Cortebarbe                     | 12??         | Compiègne             | 12??       | ?                 | Ancien français, picard | Fabliau                    |
| Philippe de Nanteuil           | ?            | Nanteuil-le-Haudouin  | Vers 1249  | ?                 | Ancien français         | Chanson                    |
| Gillebert de Berneville        | ?            | Berneville            | 1270       | ?                 | Ancien français, picard | Poésie, chanson            |
| Baudouin de Condé              | ?            | Hainaut               | 1280       | ?                 | Ancien français, picard | Poésie                     |
| Philippe de Remy               | 1210         | Beauvaisis            | 1265       | Remy              | Ancien français, picard | Roman, poésie              |
| Raoul de Soissons              | 1210         | ?                     | Après 1272 | ?                 | Picard, ancien français | Chanson                    |
| Gautier le Leu                 | Vers 1210    | Hainaut               | ?          | ?                 | Picard, ancien français | Fabliau                    |
| Jacques de Cambrai             | 1220         | Cambrai               | ?          | ?                 | Picard, ancien français | Chanson                    |
| Adam de la Halle               | 1240         | Arras                 | 1288       | Naples            | Picard                  | Poésie, théâtre            |
| Marguerite Porete              | 1250         | Hainaut               | 1310       | Paris             | Picard, ancien français | Poésie, Mémoires           |
| Philippe de Beaumanoir         | 1252 ou 1254 | Beauvaisis            | 1296       | ?                 | Ancien français         | Juridique                  |
| Jakemés                        | 12??         | Vermandois ou Hainaut | 12??       | ?                 | Picard, ancien français | Roman                      |
| Raoul de Beauvais              | 12??         | Beauvaisis            | 12??       | ?                 | Picard, ancien français | Chanson                    |
| Girart d'Amiens                | 12??         | Amiens                | 13??       | ?                 | Ancien français         | Roman                      |
| Matheolus                      | 1260         | Boulogne-sur-Mer      | 1320       | ?                 | Ancien français         | Traité                     |
| Jean de Condé                  | 1275-1280    | Hainaut               | Après 1352 | ?                 | Picard, ancien français | Chanson                    |
| Maroie de Diergnau             | ?            | Mélantois             | ?          | ?                 | Picard, ancien français | Chanson                    |
| Dame Margot                    | ?            | Arras                 | ?          | ?                 | Picard, ancien français | Chanson, jeu parti         |
| Jacquemart Giélée              | ?            | Lille                 | ?          | ?                 | Picard, ancien français | Roman                      |
| Guillaume d'Amiens             | ?            | Amiens                | ?          | ?                 | Picard, ancien français | Chanson                    |
| Gullaume de Digulleville       | 1295         | Digulleville          | Après 1358 | Abbaye de Chaalis | Moyen français          | Poésie, roman              |
| Jean Buridan                   | 1295-1300    | Béthune               | 1358       | Paris             | Latin                   | Traité, essai, philosophie |

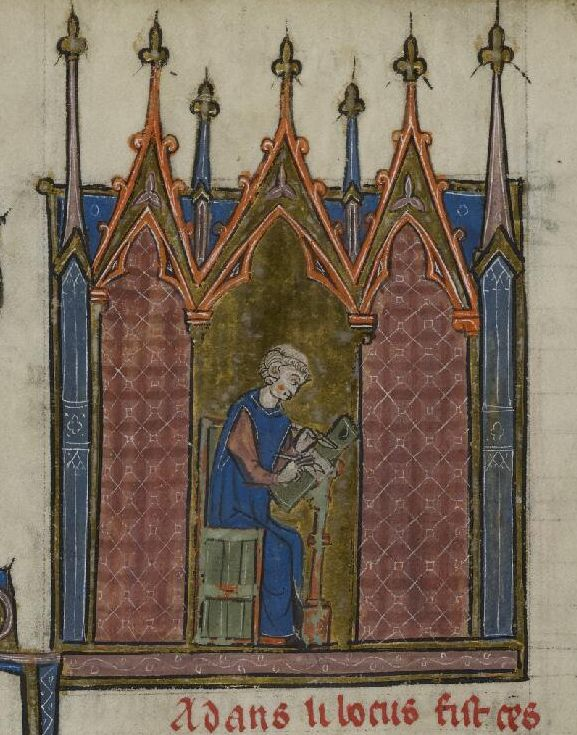
Adam de la Halle
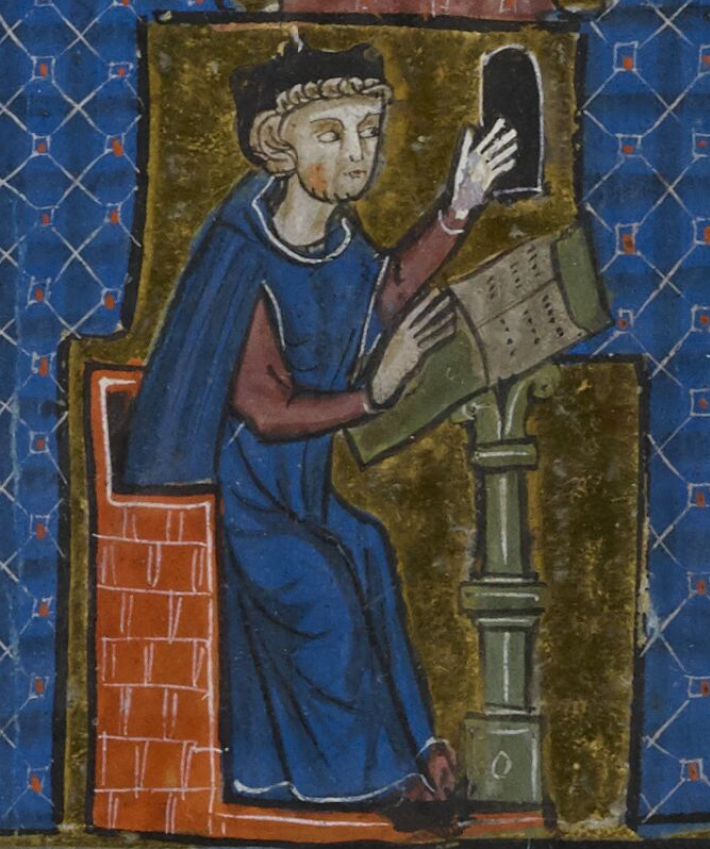
Richard de Fournival
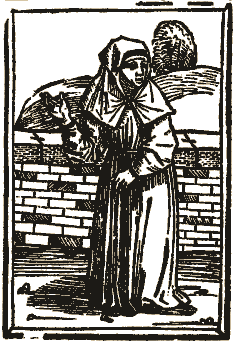
Une béguine, à l'instar de Marguerite Porete
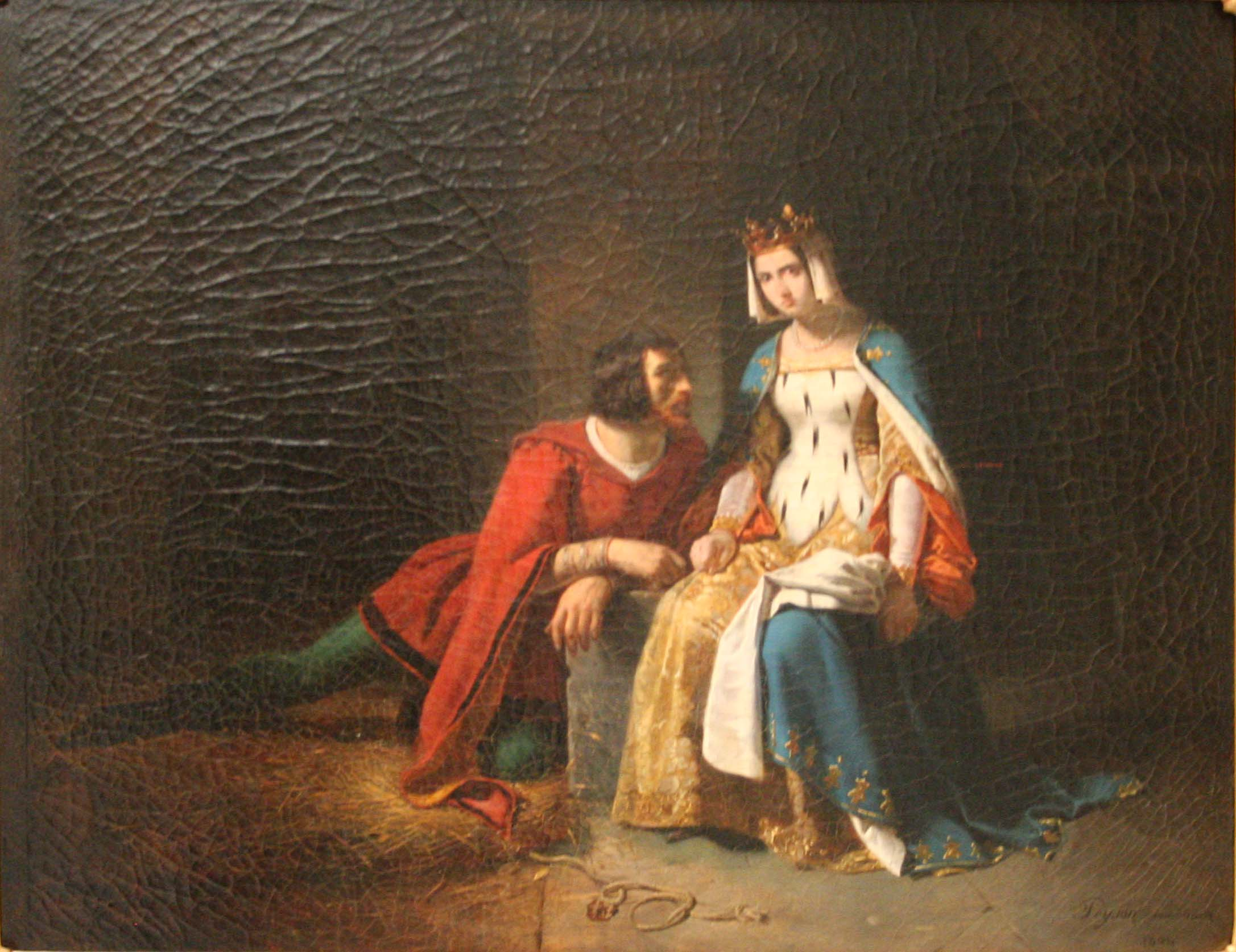
Jean Buridan avec Marguerite de Bourgogne
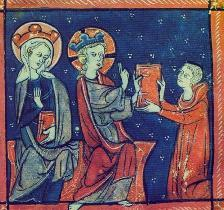
Philippe de Beaumanoir

## Nés auXIVesiècle
| Nom                         | Né(e) | Né(e) à              | Mort(e) en | Mort(e) à | Langue(s) d'expression | Genre(s)                  |
| --------------------------- | ----- | -------------------- | ---------- | --------- | ---------------------- | ------------------------- |
| Jean de Venette             | 1307  | Venette              | 1368       | ?         | Latin                  | Chronique                 |
| Évrard de Conty             | 13??  | Conty                | 1405       | Paris     | Moyen français         | Traité                    |
| Jean Le Fèvre de Ressons    | 1320  | Ressons-sur-Matz     | Après 1380 | ?         | Moyen français         | Traité                    |
| Philippe de Mézières        | 1327  | Mézières-en-Santerre | 1405       | Paris     | Moyen français         | Traité                    |
| Jean Froissart              | 1337  | Valenciennes         | 1410       | Chimay    | Moyen français, picard | Chronique, Roman, Chanson |
| Jean d'Arras                | ?     | Cambrai              | ?          | Mons      | Moyen français         | Roman                     |
| Nicolas de Gonesse          | 1364  | Laon                 | Après 1415 | ?         | Moyen français         | Poésie                    |
| Eustache Marcadé            | ?     | Artois               | 1440       | ?         | Moyen français         | Mystère                   |
| Enguerrand de Monstrelet    | 1390  | Fieffes-Montrelet    | 1453       | Cambrai   | Moyen français         | Chronique                 |
| Jean Le Fèvre de Saint-Remy | 1395  | Abbeville            | 1468       | Bruges    | Moyen français         | Chronique                 |

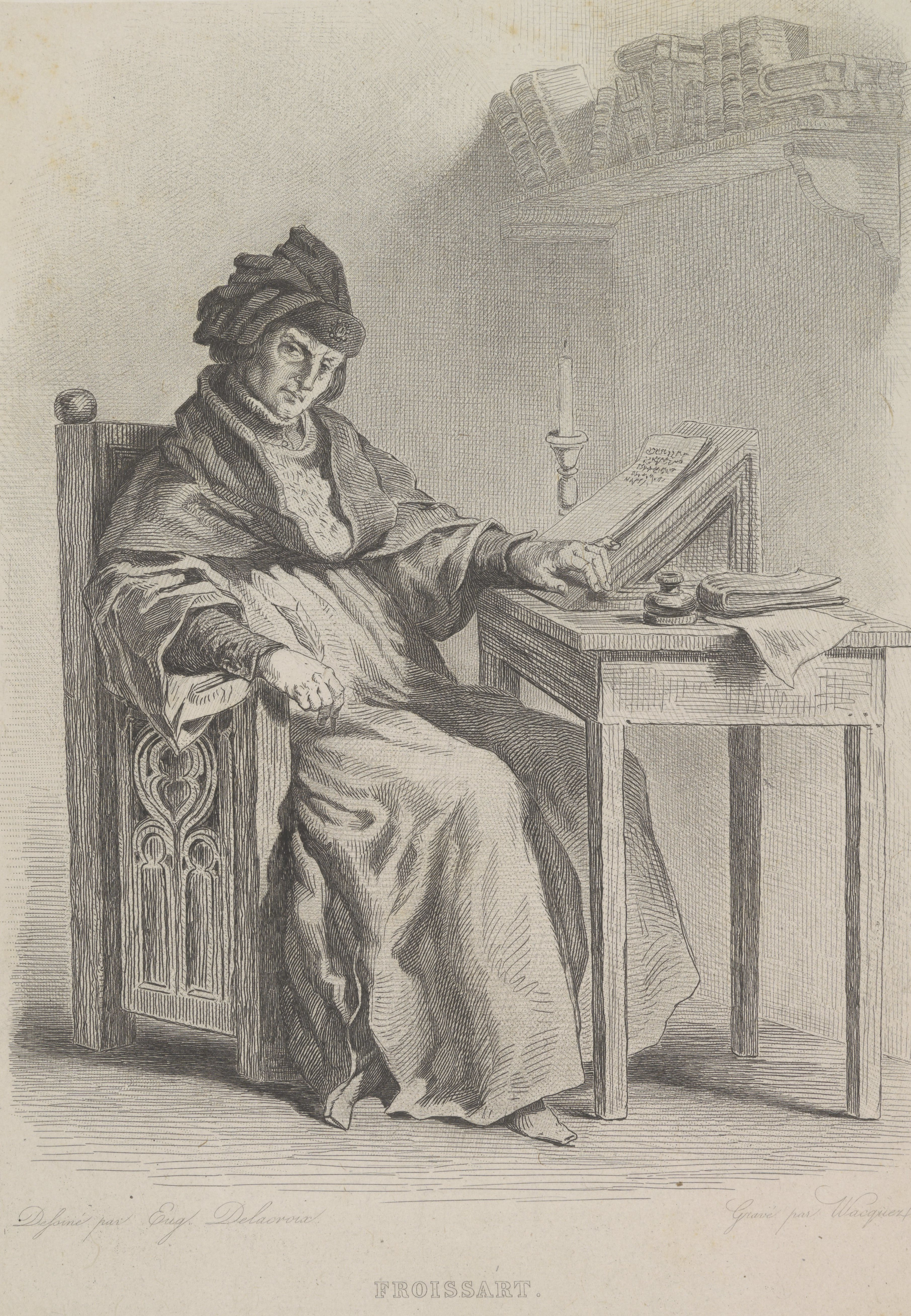
Jean Froissart
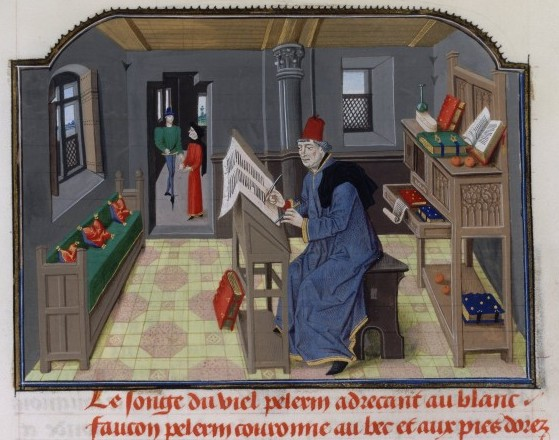
Philippe de Mézières
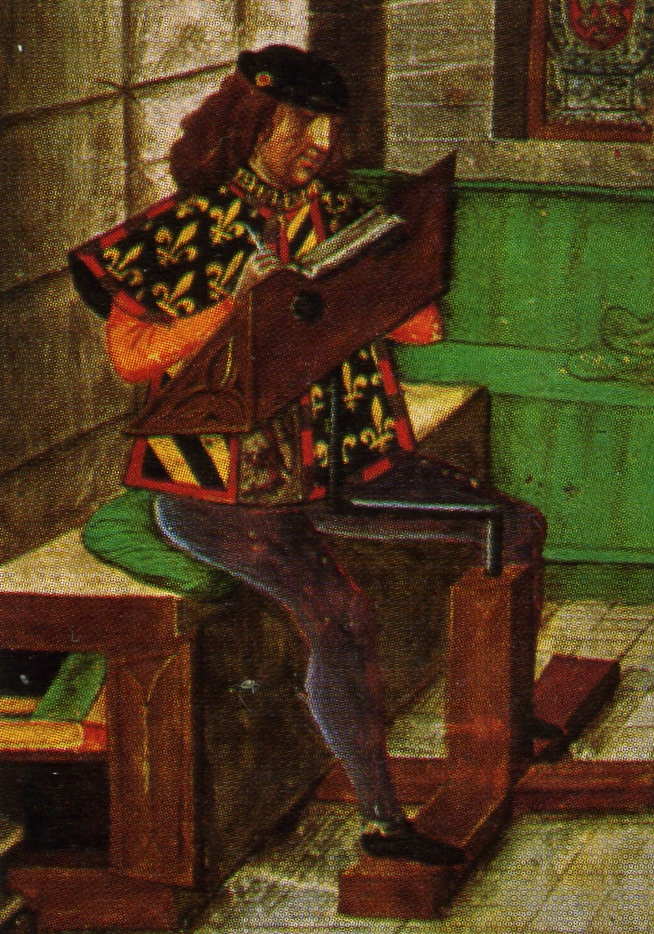
Jean Le Fèvre de Saint-Remy
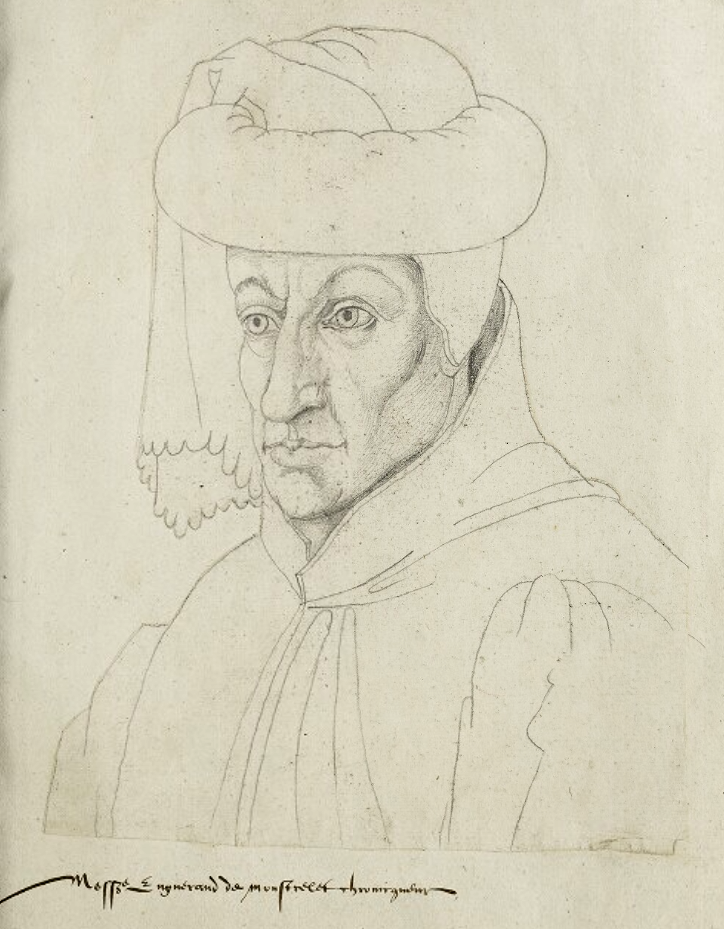
Enguerrand de Monstrelet

## Nés auXVesiècle
| Nom                          | Né(e)        | Né(e) à              | Mort(e) en   | Mort(e) à    | Langue(s) d'expression | Genre(s)                 |
| ---------------------------- | ------------ | -------------------- | ------------ | ------------ | ---------------------- | ------------------------ |
| Jean Wauquelin               | ?            | Breteuil             | 1452         | Mons         | Moyen français         | Roman, Chanson de geste  |
| Jean Miélot                  | ?            | Gueschart            | 1472         | ?            | Moyen français         | Essai, Traduction        |
| Bucarius                     | ?            | Ternois              | ?            | ?            | Picard, moyen français | Chronique                |
| Raoul Lefèvre                | 14??         | Picardie             | 14??         | ?            | Moyen français         | Roman                    |
| Sébastien Mamerot            | 1418         | Soissons             | Après 1478   | ?            | Moyen français         | Chronique                |
| Mathieu d'Escouchy           | 1420         | Le Quesnoy           | 1482         | Péronne      | Moyen français         | Chronique                |
| Arnoul Gréban                | 1420         | Le Mans ou Compiègne | 1471         | Le Mans      | Moyen français, picard | Théâtre                  |
| Jean de Roye                 | 1425         | Roye (?)             | 1495         | ?            | Moyen français         | Chronique                |
| Marie de Clèves              | 1426         | Duché de Clèves      | 1487         | Chauny       | Moyen français         | Poésie                   |
| Jean de Franchières          | ?            | Francières           | 1488         | ?            | Moyen français         | Essai                    |
| Jean Molinet                 | 1435         | Desvres              | 1507         | Valenciennes | Moyen français         | Chronique, Poésie, Essai |
| Jacques Lefèvre d'Étaples    | 1450         | Étaples              | 1536         | Nérac        | Latin                  | Essai, Philosophie       |
| Charles de Bovelles          | 1471 ou 1479 | Sancourt             | 1553 ou 1567 | Ham          | Latin                  | Essai, Philosophie       |
| Jean Lemaire de Belges       | 1473         | Bavay                | 1524         | Paris        | Moyen français         | Récit, Poésie            |
| François Vatable             | 1495         | Gamaches             | 1546-1547    | Paris        | Latin                  | Essai, Philosophie       |
| Nicolas Herberay des Essarts | 14??         | Picardie             | 1552         | ?            | Moyen français         | Roman, Traduction        |

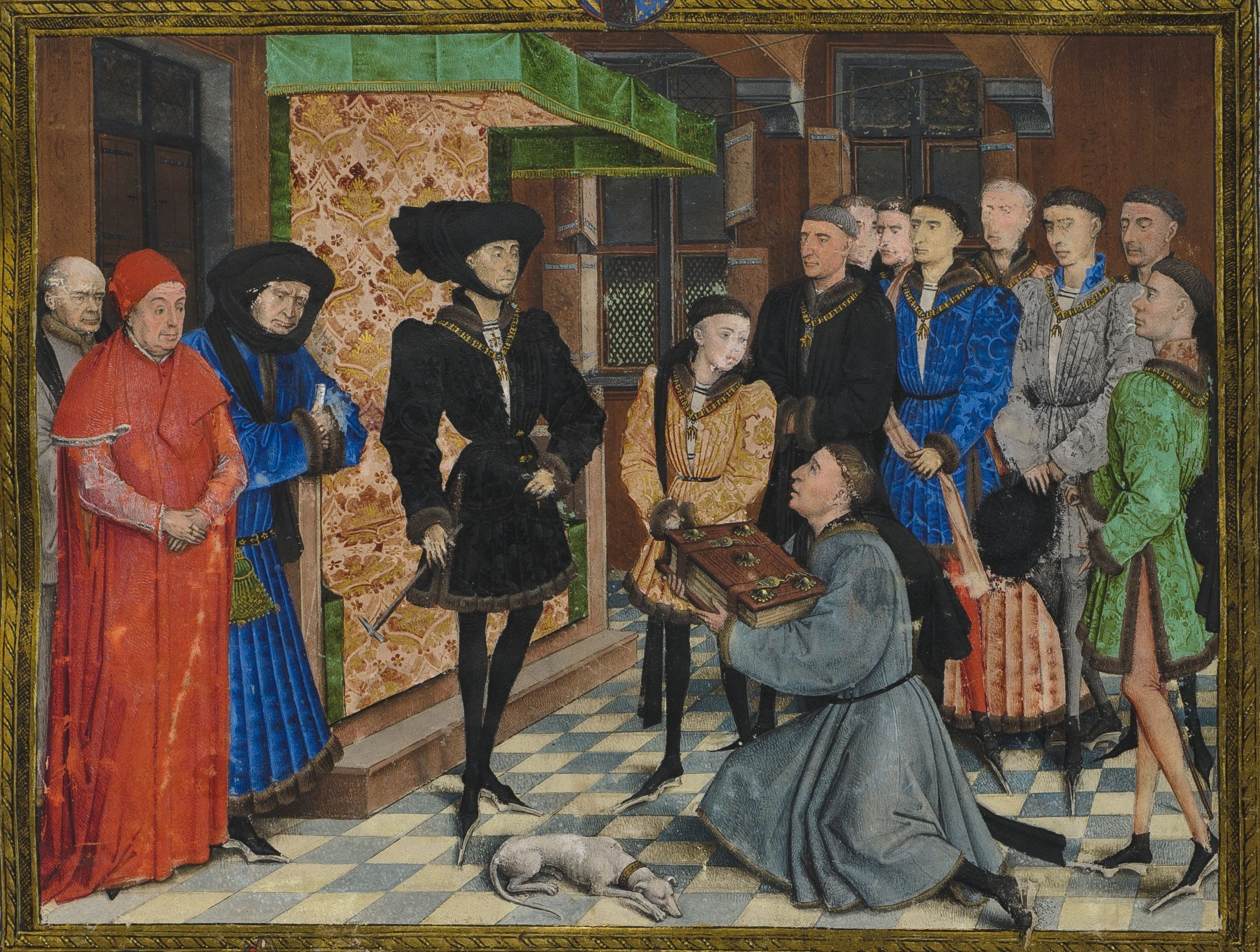
Jean Wauquelin
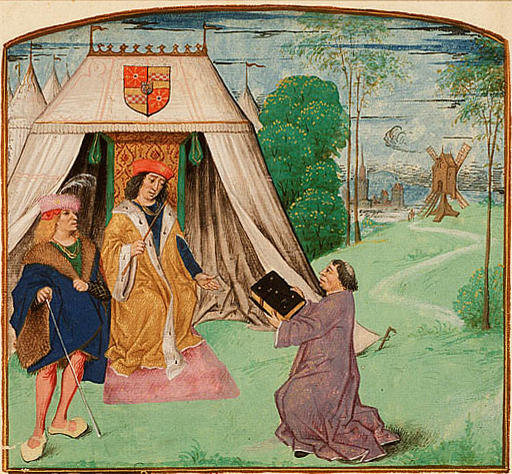
Jean Molinet
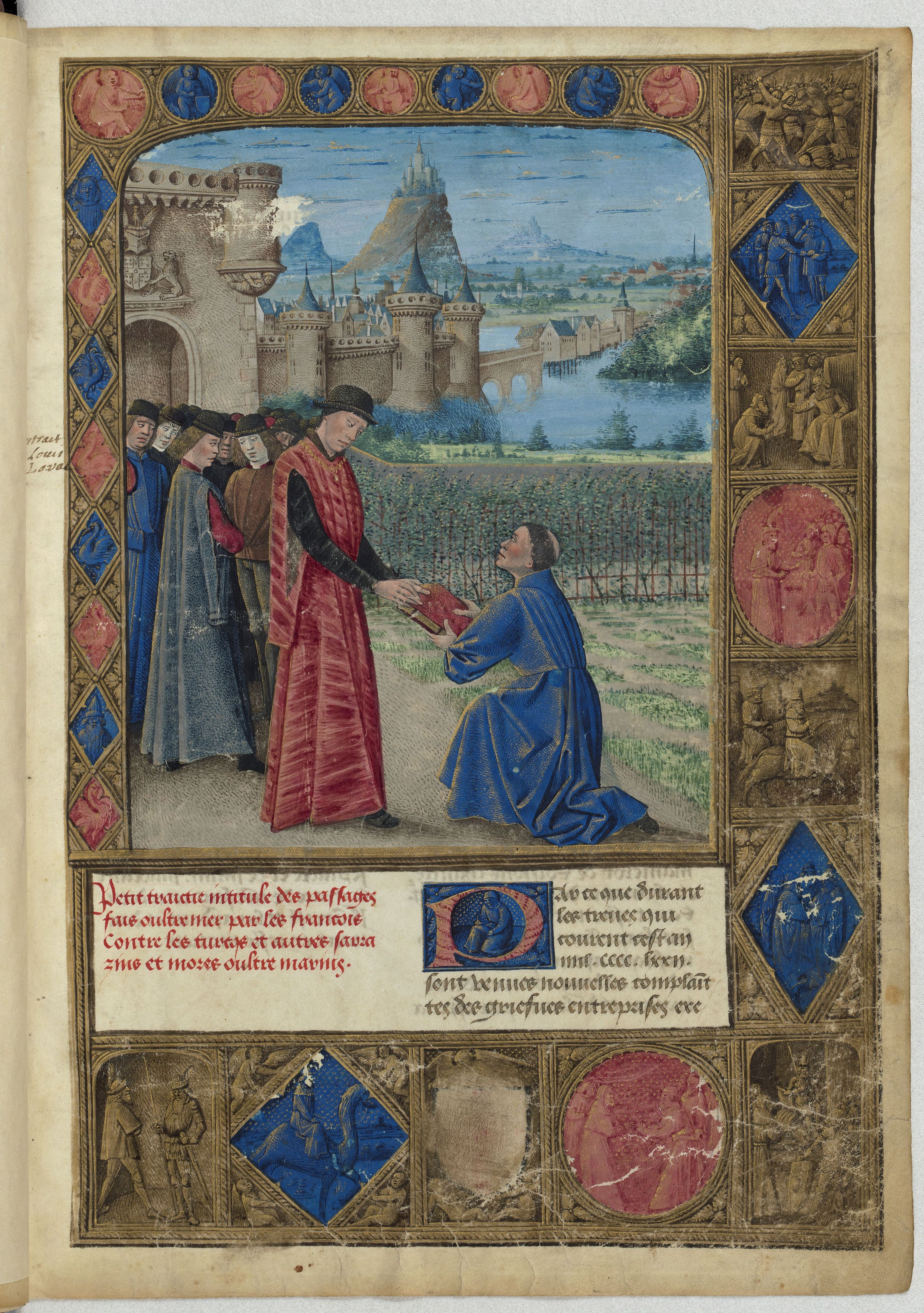
Sébastien Mamerot
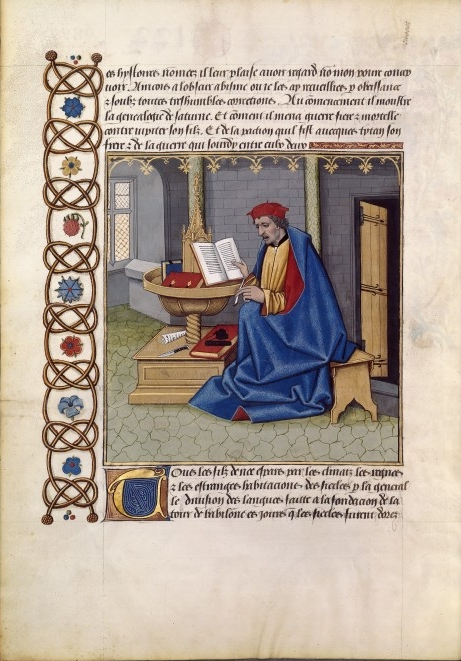
Raoul Lefèvre
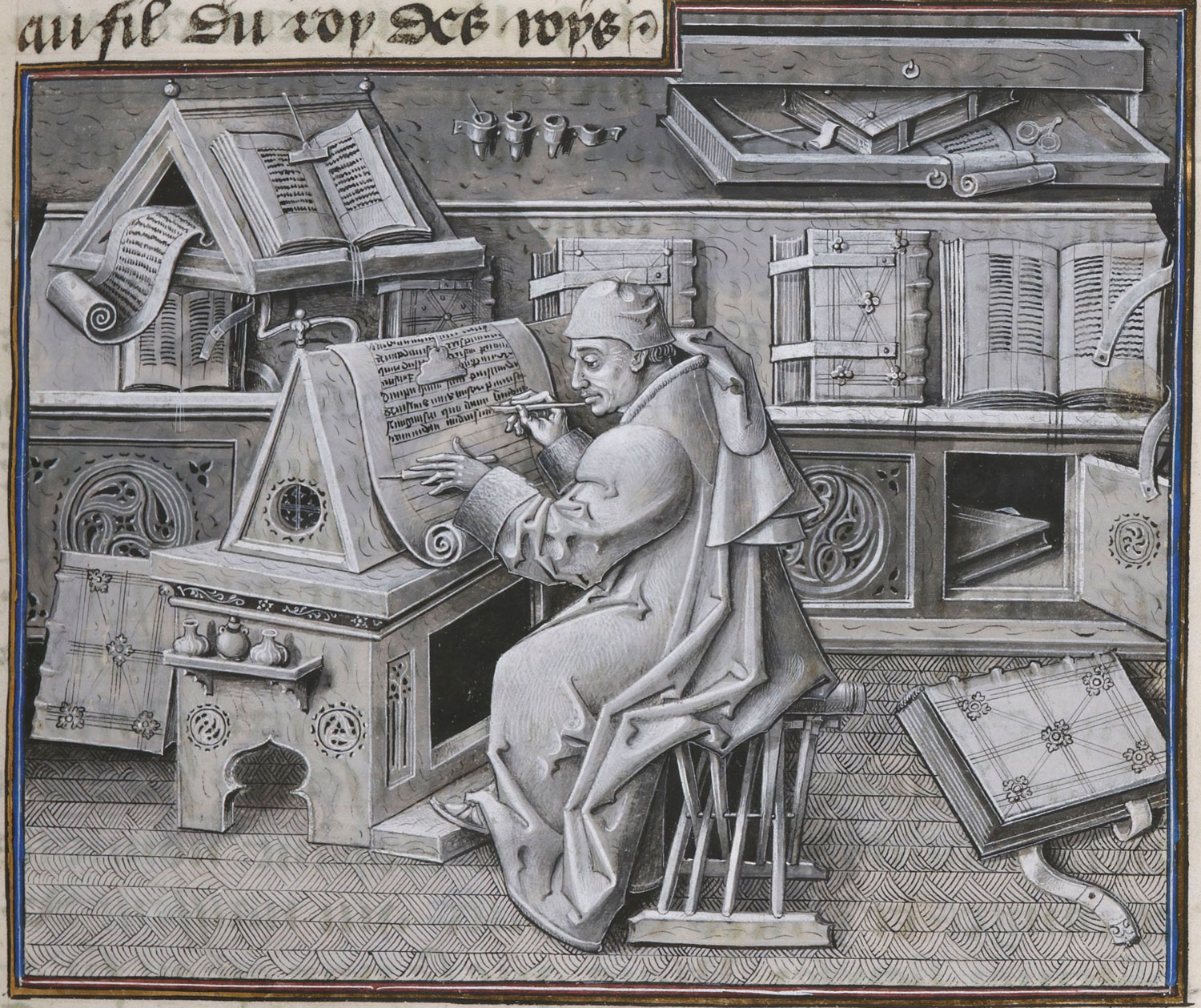
Jean Miélot
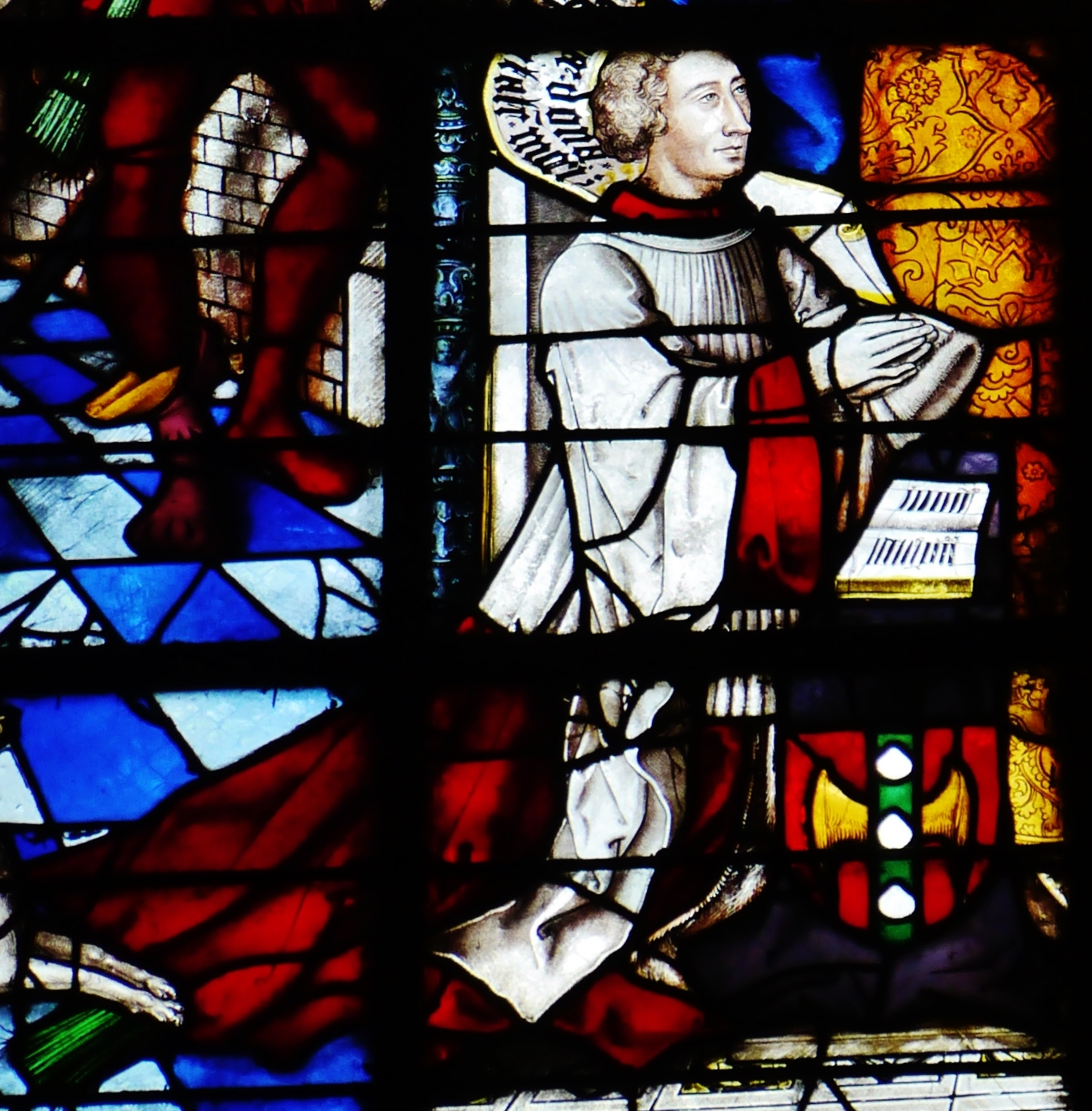
Charles de Bovelles
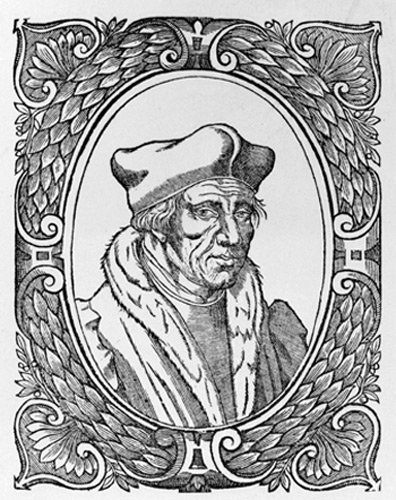
Jacques Lefèvre d'Étaples

## Nés auXVIesiècle
| Nom                    | Né(e)     | Né(e) à                | Mort(e) en | Mort(e) à              | Langue(s) d'expression                   | Genre(s)                    |
| ---------------------- | --------- | ---------------------- | ---------- | ---------------------- | ---------------------------------------- | --------------------------- |
| Pierre Robert Olivétan | 1506      | Noyon                  | 1538       | Paris                  | Moyen français, Latin, Grec, Hébreu      | Traduction                  |
| Jean Fernel            | 1506      | Montdidier             | 1558       | Paris                  | Moyen français, Latin                    | Publication scientifique    |
| Jean Calvin            | 1509      | Noyon                  | 1564       | Genève                 | Moyen français, Latin                    | Essai, Sermon, Pamphlet     |
| Hélisenne de Crenne    | 1510      | Abbeville              | Après 1552 | Île-de-France          | Moyen français                           | Roman, Épitre, Dialogue     |
| Louis Des Masures      | 1515      | Tournai                | 1574       | Sainte-Marie-aux-Mines | Moyen français, Latin                    | Théâtre, Poésie, Traduction |
| Pierre de la Ramée     | 1515      | Cuts                   | 1572       | Paris                  | Latin, Moyen français                    | Essai, Grammaire            |
| Denis Lambin           | 1516-1521 | Montreuil-sur-Mer      | 1572       | Paris                  | Latin, Moyen français                    | Philologie, Correspondance  |
| Roland de Lassus       | 1532      | Mons                   | 1594       | Munich                 | Moyen français, Latin, Italien, Allemand | Chanson                     |
| Antoine Loysel         | 1536      | Beauvais               | 1617       | Paris                  | Moyen français                           | Juridique                   |
| Jacques Grévin         | 1538      | Clermont-en-Beauvaisis | 1570       | Turin                  | Moyen français                           | Théâtre, Poésie             |
| Marie de Gournay       | 1565      | Paris                  | 1645       | Paris                  | Français                                 | Essai, Philosophie          |
| Marie Le Gendre        | 1568      | Picardie               | ?          | ?                      | Français                                 | Essai, Philosophie          |
| Marc Lescarbot         | 1570      | Vervins                | 1641       | Presles-et-Boves       | Français                                 | Poésie, Récit de voyage     |
| Charles de Condren     | 1588      | Vauxbuin               | 1641       | Paris                  | Français                                 | Théologie                   |
| Vincent Voiture        | 1597      | Amiens                 | 1648       | Paris                  | Français                                 | Poésie, Correspondance      |

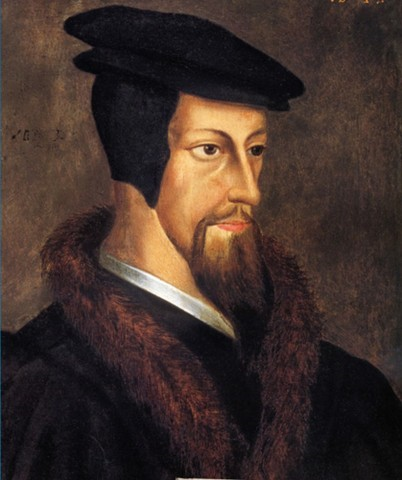
Jean Calvin
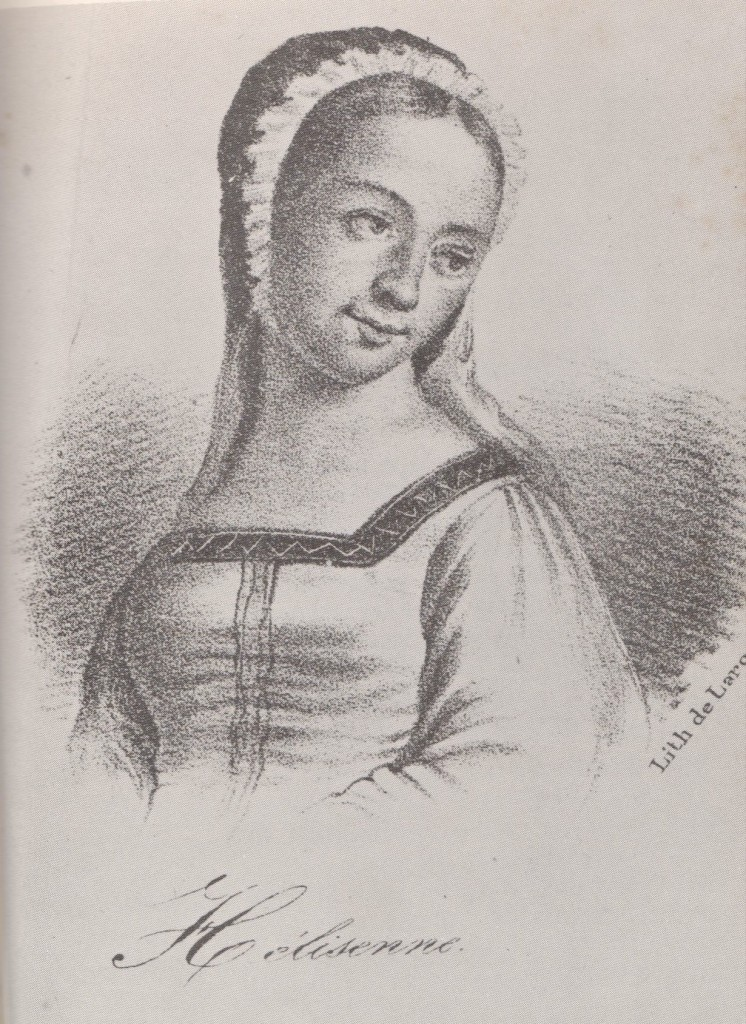
Hélisenne de Crenne
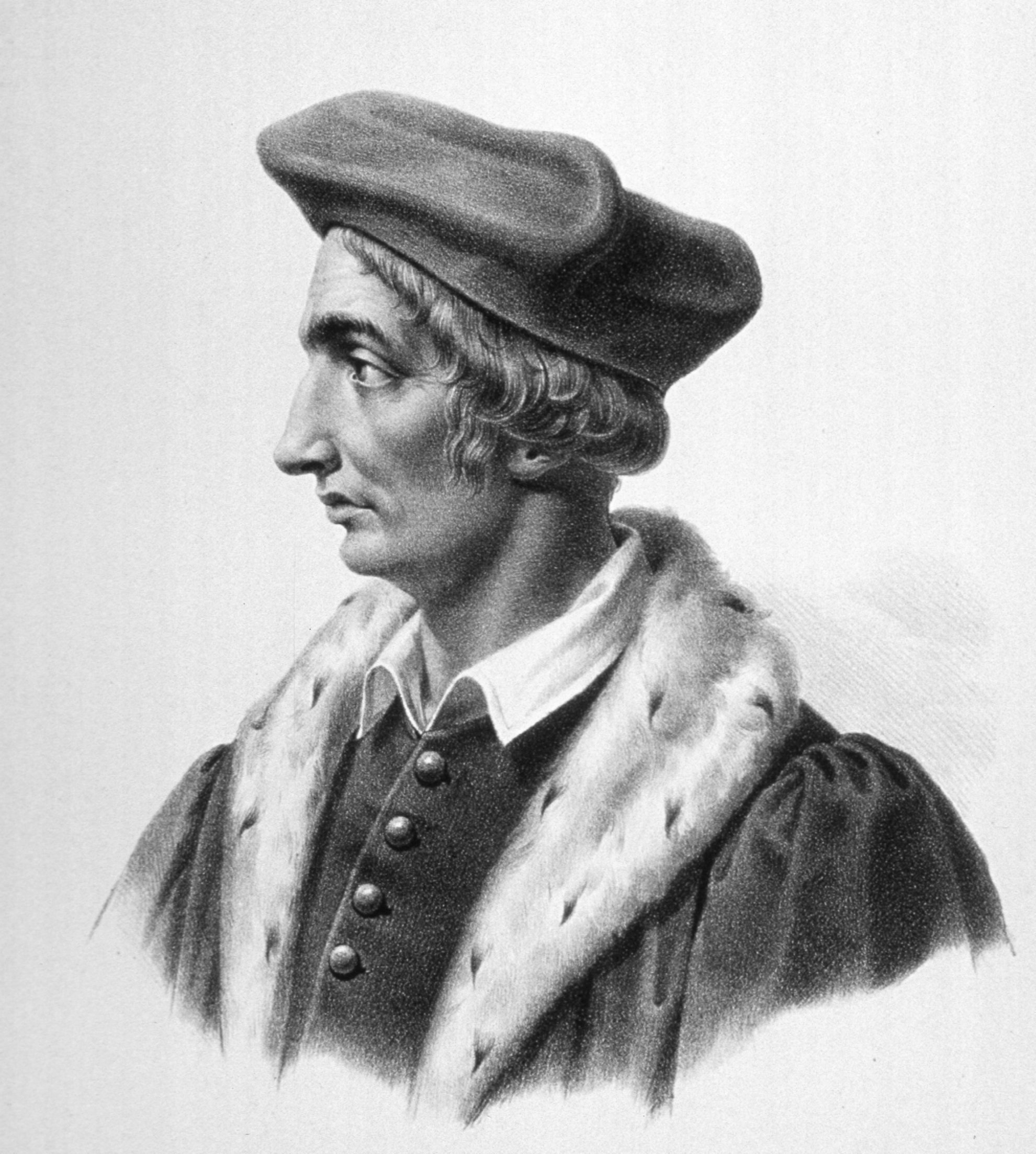
Jean Fernel
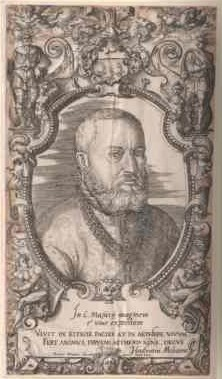
Louis Des Masures
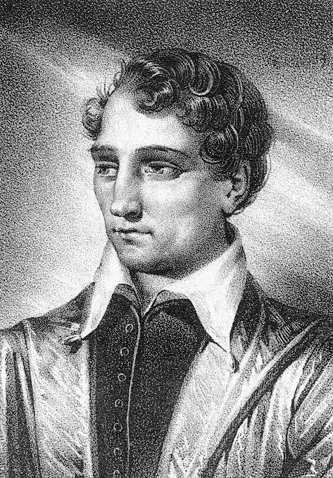
Jacques Grévin
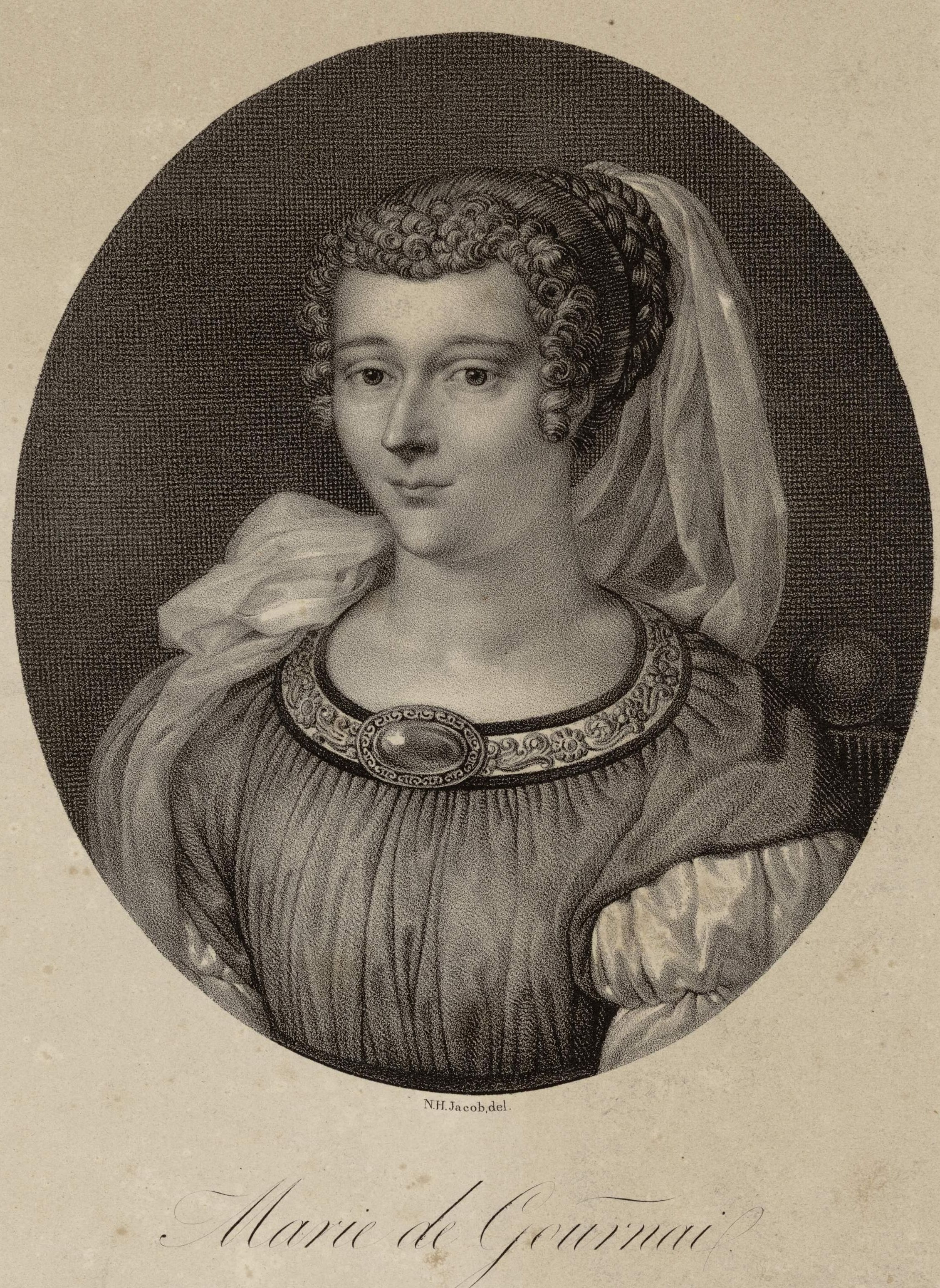
Marie de Gournay
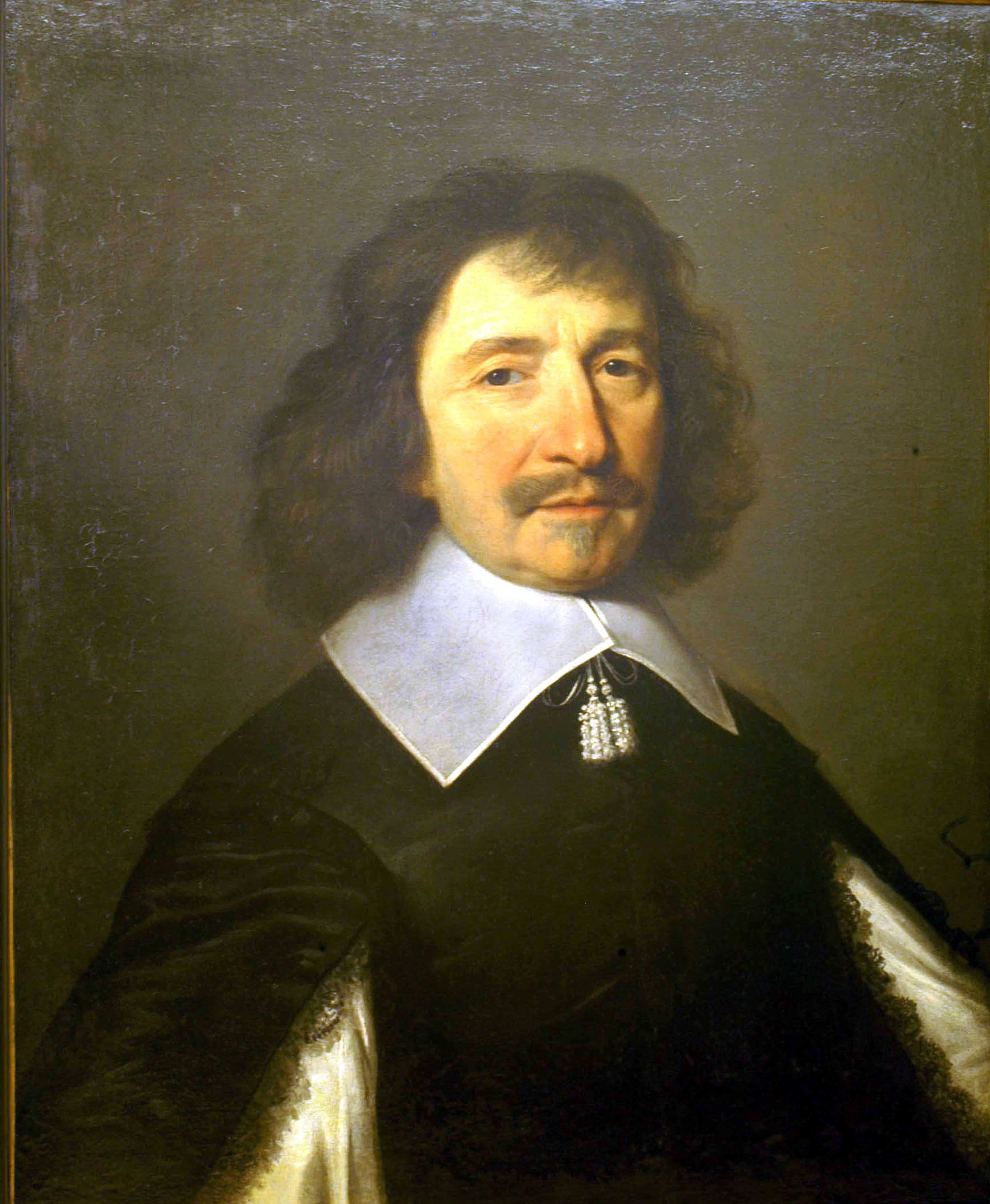
Vincent Voiture

## Nés auXVIIesiècle
| Nom                        | Né(e)     | Né(e) à         | Mort(e) en | Mort(e) à     | Langue(s) d'expression | Genre(s)                                   |
| -------------------------- | --------- | --------------- | ---------- | ------------- | ---------------------- | ------------------------------------------ |
| Antoine de Cousu           | 1600      | Amiens          | 1658       | Saint-Quentin | Français               | Essai, Chanson                             |
| Guy Patin                  | 1601      | Hodenc-en-Bray  | 1672       | Paris         | Français               | Correspondance                             |
| Charles du Fresne du Cange | 1610      | Amiens          | 1688       | Paris         | Français, Latin        | Philologie, Lexicographie                  |
| Catherine Levesque         | 1616-1617 | Péronne         | 1693       | Paris         | Français               | Théâtre, Poésie                            |
| Pierre Louvet              | 1617      | Beauvais        | 1684       | Inconnu       | Français               | Essai                                      |
| Jacques Rohault            | 1618-1620 | Amiens          | 1672-1675  | Paris         | Français               | Philosophie, Publication scientifique      |
| François de Maucroix       | 1619      | Noyon           | 1708       | ?             | Français               | Poésie                                     |
| Jean de La Fontaine        | 1621      | Château-Thierry | 1695       | Paris         | Français, Picard       | Poésie, Conte, Nouvelle                    |
| Louis Hennepin             | 1626      | Ath             | 1705       | Rome          | Français               | Récit de voyage                            |
| Gabriel de Foigny          | 1630      | Foigny          | 1692       | Savoie        | Français               | Roman                                      |
| Nicolas Boileau            | 1636      | Paris           | 1711       | Paris         | Français               | Poésie, Essai, Satire, Critique littéraire |
| Jean Racine                | 1639      | La Ferté-Milon  | 1699       | Paris         | Français               | Théâtre, Poésie                            |
| Antoine Galland            | 1646      | Rollot          | 1715       | Paris         | Français               | Essai                                      |
| Fénelon                    | 1651      | Sainte-Mondane  | 1715       | Cambrai       | Français               | Roman, Traité, Fable, Correspondance       |
| Louis de Mailly            | 1657      | Amiens          | 1724       | Paris         | Français               | Conte merveilleux, Nouvelle                |
| Philippe Hecquet           | 1661      | Abbeville       | 1737       | Paris         | Français               | Essai, Publication scientifique            |
| Jean-Baptiste Dubos        | 1672      | Beauvais        | 1742       | Paris         | Français               | Essai, Philosophie                         |
| Nicolas Lenglet Du Fresnoy | 1674      | Beauvais        | 1755       | Paris         | Français, Latin        | Essai, Traduction                          |
| François Cottignies        | 1678      | Lille           | 1740       | Lille         | Picard                 | Chanson                                    |
| Antoine François Prévost   | 1697      | Hesdin          | 1763       | Courteuil     | Français               | Roman-mémoires, Nouvelle                   |

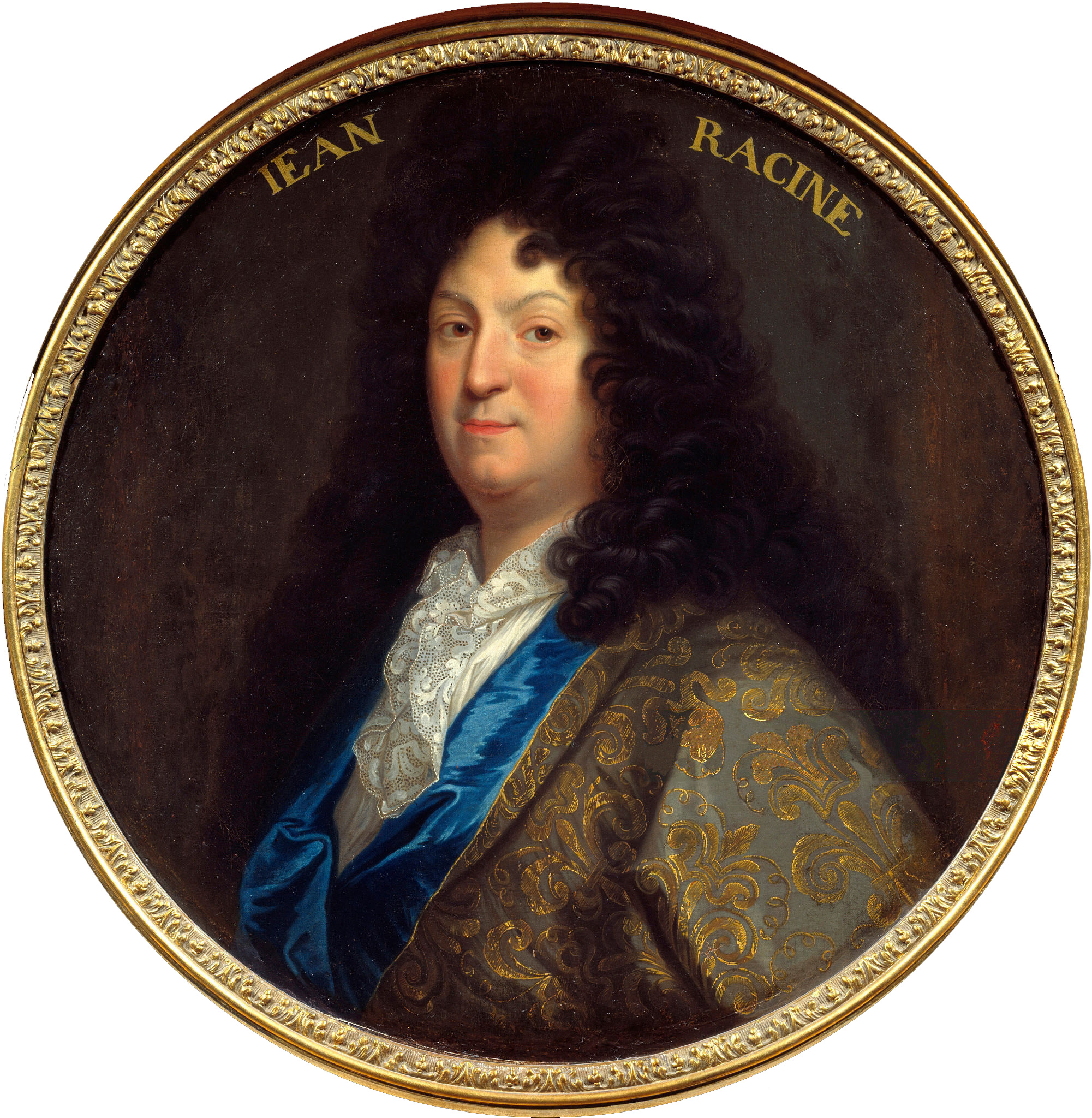
Jean Racine
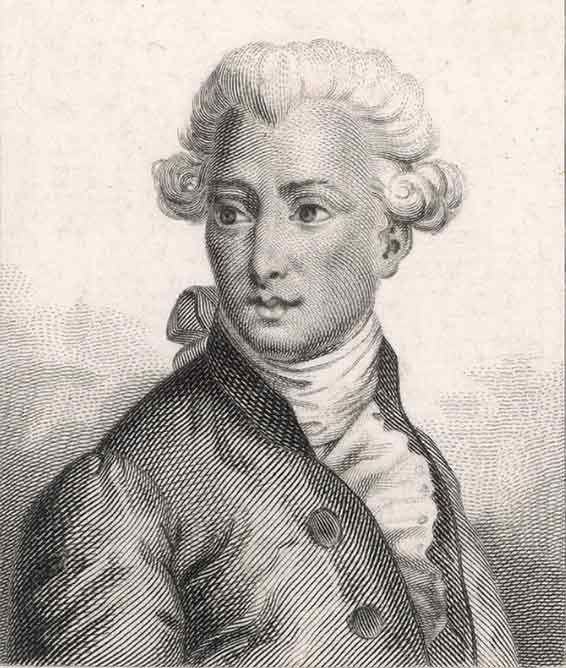
Antoine Galland
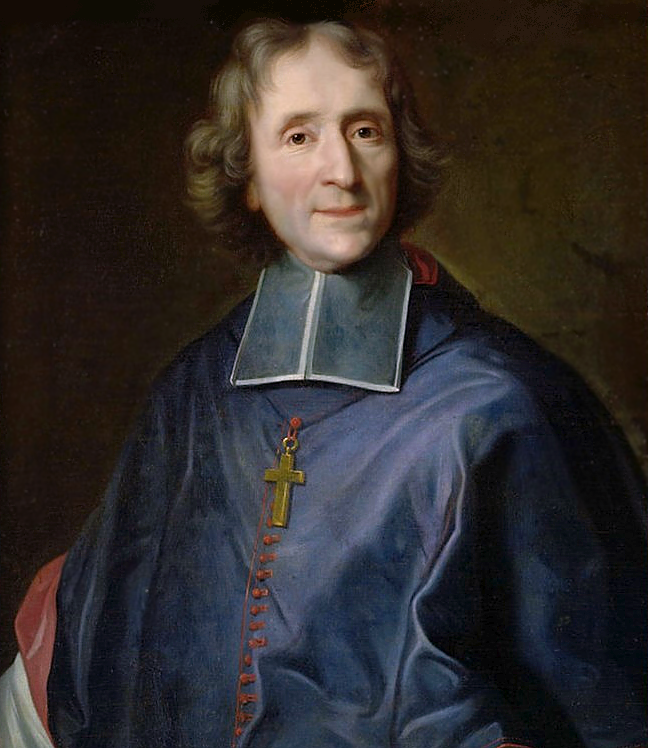
Fénelon
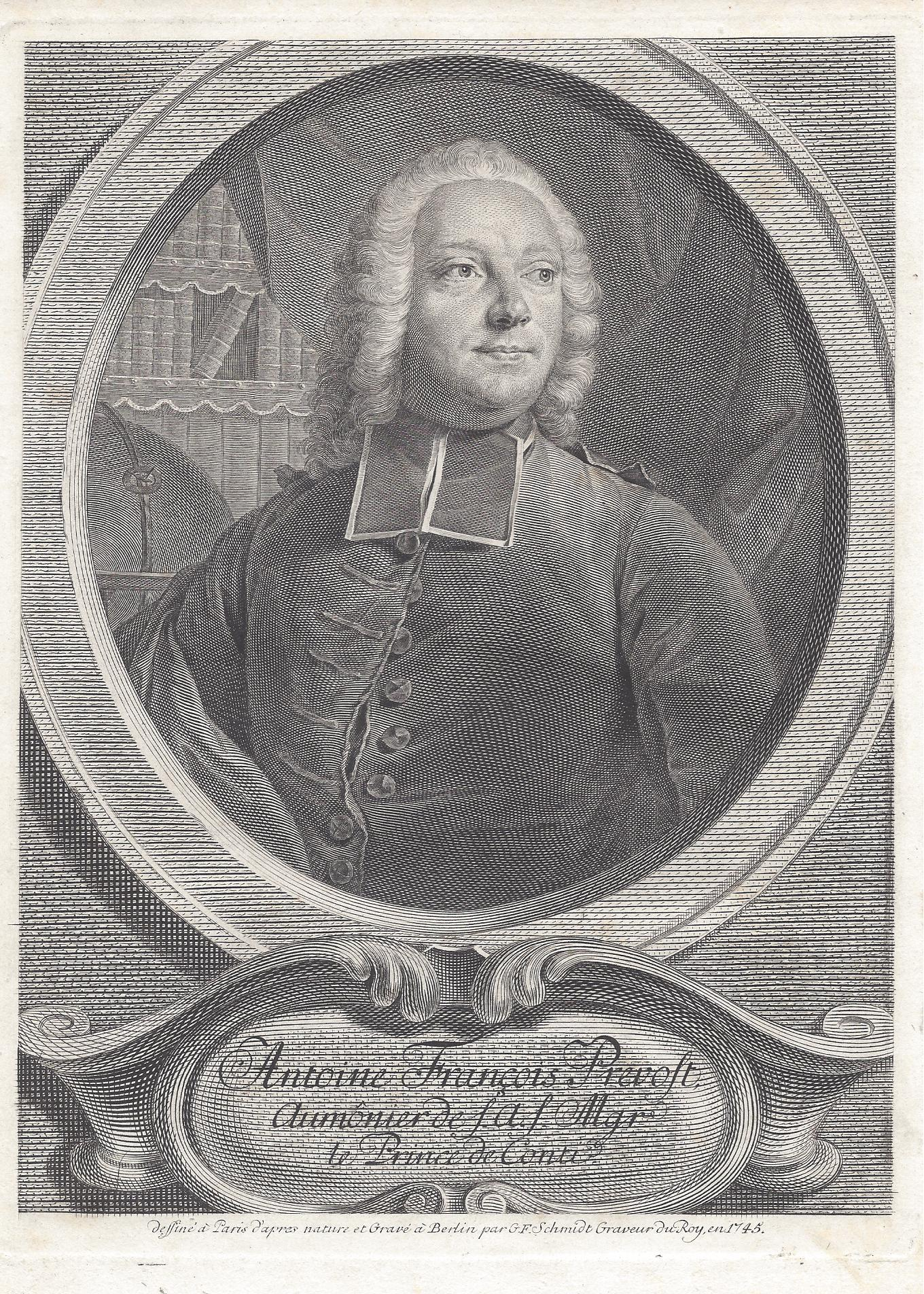
Antoine François Prévost
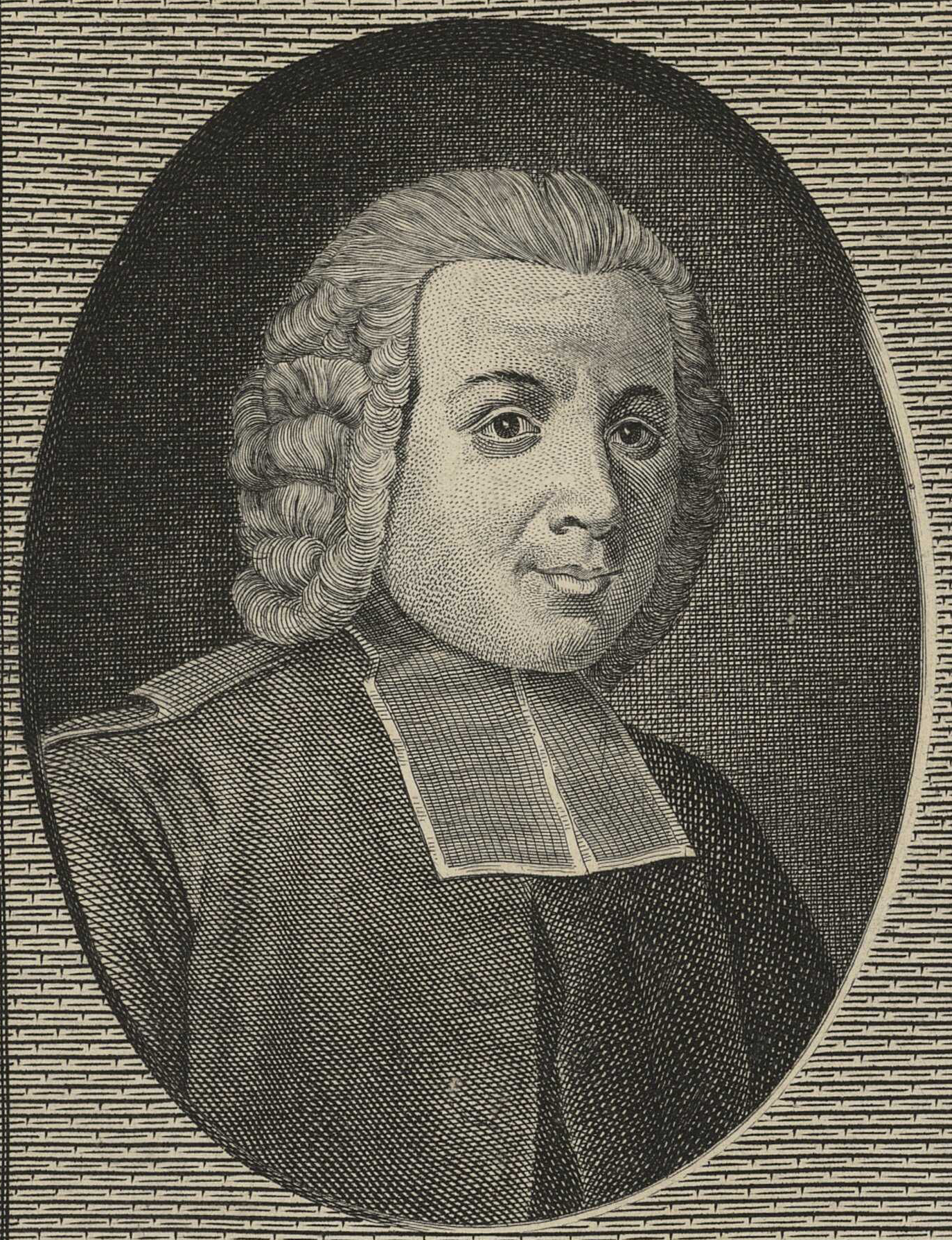
Jean-Baptiste Dubos

## Nés auXVIIIesiècle
| Nom                                          | Né(e) | Né(e) à            | Mort(e) en | Mort(e) à    | Langue(s) d'expression | Genre(s)                                      |
| -------------------------------------------- | ----- | ------------------ | ---------- | ------------ | ---------------------- | --------------------------------------------- |
| Joseph Du Fresne de Francheville             | 1704  | Doullens           | 1781       | Berlin       | Français               | Poésie, Récit de voyage                       |
| Louis-Charles Fougeret de Monbron            | 1706  | Péronne            | 1760       | Paris        | Français               | Roman, Conte, Poésie                          |
| Jean-Baptiste Gresset                        | 1709  | Amiens             | 1777       | Amiens       | Français               | Poésie, Théâtre                               |
| Jean-Charles Gervaise de Latouche            | 1715  | Amiens             | 1789       | France       | Français               | Essai                                         |
| Joseph Antoine Toussaint Dinouart            | 1716  | Amiens             | 1782       | Paris        | Français               | Roman                                         |
| Jean-Joseph Vadé                             | 1720  | Ham                | 1757       | Paris        | Français               | Théâtre, Poésie, Chanson, Roman               |
| Pierre Nicolas Grenier                       | 1725  | Corbie             | 1789       | Paris        | Français               | Essai                                         |
| Louise d'Épinay                              | 1726  | Valenciennes       | 1783       | Paris        | Français               | Roman, Traité, Correspondance                 |
| Charles François Lhomond                     | 1727  | Chaulnes           | 1794       | Paris        | Latin, Français        | Manuel scolaire                               |
| Charles-Joseph de Ligne                      | 1735  | Bruxelles          | 1814       | Vienne       | Français               | Conte, Mémoires, Correspondance               |
| Antoine Parmentier                           | 1737  | Montdidier         | 1813       | Paris        | Français               | Essai, Traité, Mémoires                       |
| Jacques-Michel Coupé                         | 1737  | Péronne            | 1809       | Chevreuse    | Français               | Essai, Traité                                 |
| Pierre Choderlos de Laclos                   | 1741  | Amiens             | 1803       | Tarente      | Français               | Roman épistolaire, Essai                      |
| Nicolas de Condorcet                         | 1743  | Ribemont           | 1794       | Paris        | Français               | Essai, Philosophie, Correspondance            |
| Jean-Baptiste de Lamarck                     | 1744  | Bazentin           | 1829       | Paris        | Français               | Essai, Philosophie                            |
| Jean-Baptiste Cousin de Grainville           | 1746  | Le Havre           | 1805       | Amiens       | Français               | Poésie, Théâtre, Essai                        |
| Jean-Louis Baudelocque                       | 1748  | Heilly             | 1810       | Paris        | Français, Latin        | Publication scientifique                      |
| Jean-Baptiste Joseph Delambre                | 1749  | Amiens             | 1822       | Paris        | Français               | Publication scientifique                      |
| Amand Marie Jacques de Chastenet de Puységur | 1751  | Paris              | 1825       | Buzancy      | Français               | Essai, Mémoires                               |
| Pigault-Lebrun                               | 1753  | Calais             | 1835       | Paris        | Français               | Roman, Théâtre, Essai                         |
| Louis Abel Beffroy de Reigny                 | 1757  | Laon               | 1811       | Paris        | Français               | Théâtre, Poésie, Journalisme                  |
| Maximilien de Robespierre                    | 1758  | Arras              | 1794       | Paris        | Français               | Discours, Journalisme, Poésie, Correspondance |
| Charlotte de Robespierre                     | 1760  | Arras              | 1834       | Paris        | Français               | Mémoires                                      |
| Camille Desmoulins                           | 1760  | Guise              | 1794       | Paris        | Français               | Journal, Discours                             |
| Gracchus Babeuf                              | 1760  | Saint-Quentin      | 1797       | Vendôme      | Français               | Essai                                         |
| Claude-Henri de Rouvroy de Saint-Simon       | 1760  | Paris              | 1825       | Paris        | Français               | Essai, Philosophie                            |
| Claude-François-Xavier Mercier de Compiègne  | 1763  | Compiègne          | 1800       | Paris        | Français               | Nouvelle, Essai                               |
| Louis Antoine de Saint-Just                  | 1767  | Decize             | 1794       | Paris        | Français               | Essai, Poésie, Théâtre                        |
| Constance de Théis                           | 1767  | Nantes             | 1845       | Paris        | Français               | Roman, Poésie, Pensées, Épître                |
| Rosalie Lamorlière                           | 1768  | Breteuil           | 1848       | Paris        | Français               | Mémoires                                      |
| Étienne Pivert de Senancour                  | 1770  | Paris              | 1846       | Saint-Cloud  | Français               | Roman                                         |
| Armand de Caulaincourt                       | 1773  | Caulaincourt       | 1827       | Paris        | Français               | Mémoires                                      |
| Marie-Victoire Monnard                       | 1777  | Creil              | 1869       | Creil        | Français               | Mémoires                                      |
| Pierre-Jean de Béranger                      | 1780  | Paris              | 1857       | Paris        | Français               | Chanson, Poésie, Mémoires                     |
| Charles-Hubert Millevoye                     | 1782  | Abbeville          | 1816       | Paris        | Français               | Poésie, Théâtre                               |
| Adrien Bourgogne                             | 1785  | Condé-sur-l'Escaut | 1867       | Valenciennes | Français               | Mémoires                                      |
| Marceline Desbordes-Valmore                  | 1786  | Douai              | 1859       | Paris        | Français, Picard       | Poésie, Roman                                 |
| Jacques Boucher de Perthes                   | 1788  | Perthes            | 1868       | Abbeville    | Français               | Essai, Roman épistolaire                      |

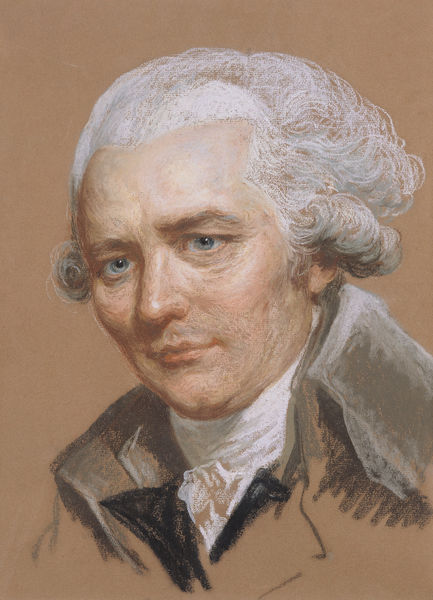
Pierre Choderlos de Laclos
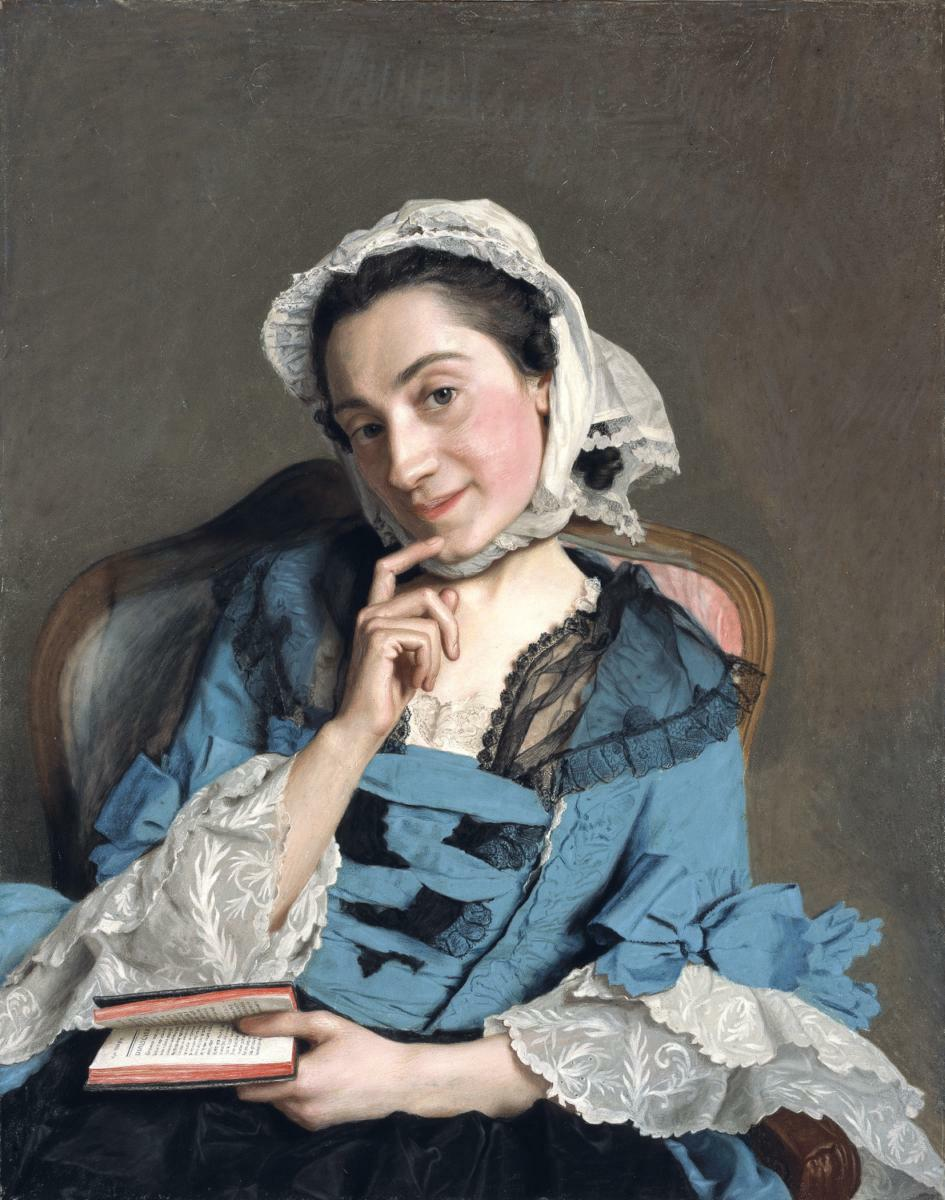
Louise d'Épinay
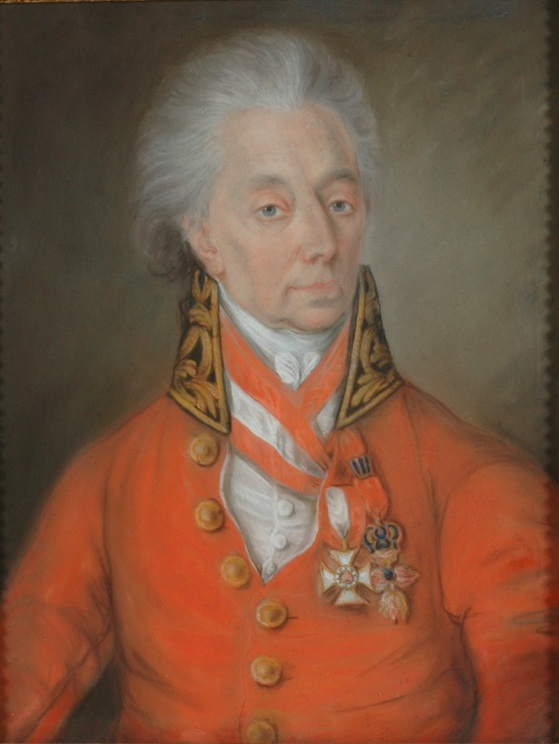
Charles-Joseph de Ligne
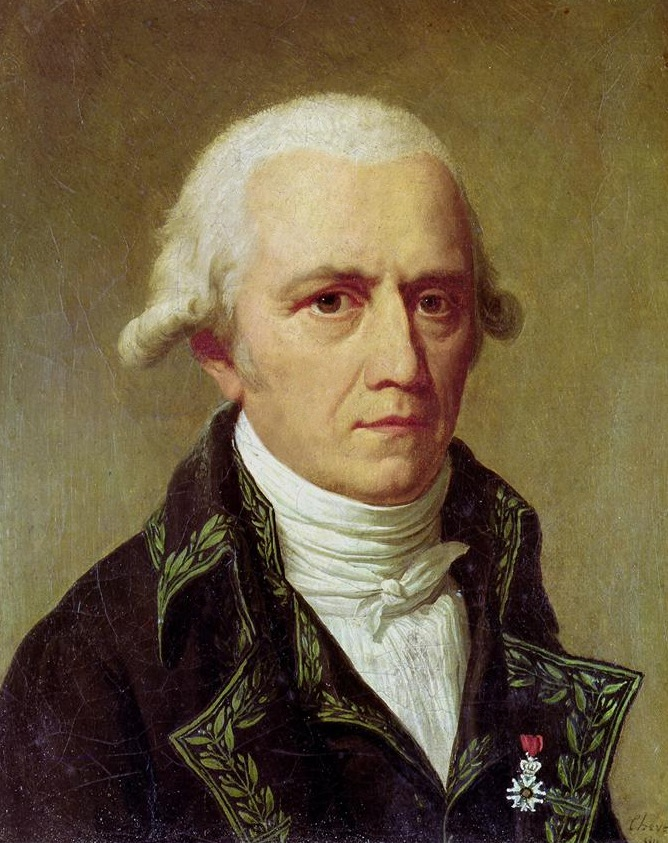
Jean-Baptiste de Lamarck
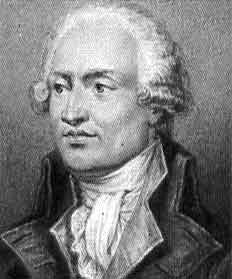
Nicolas de Condorcet
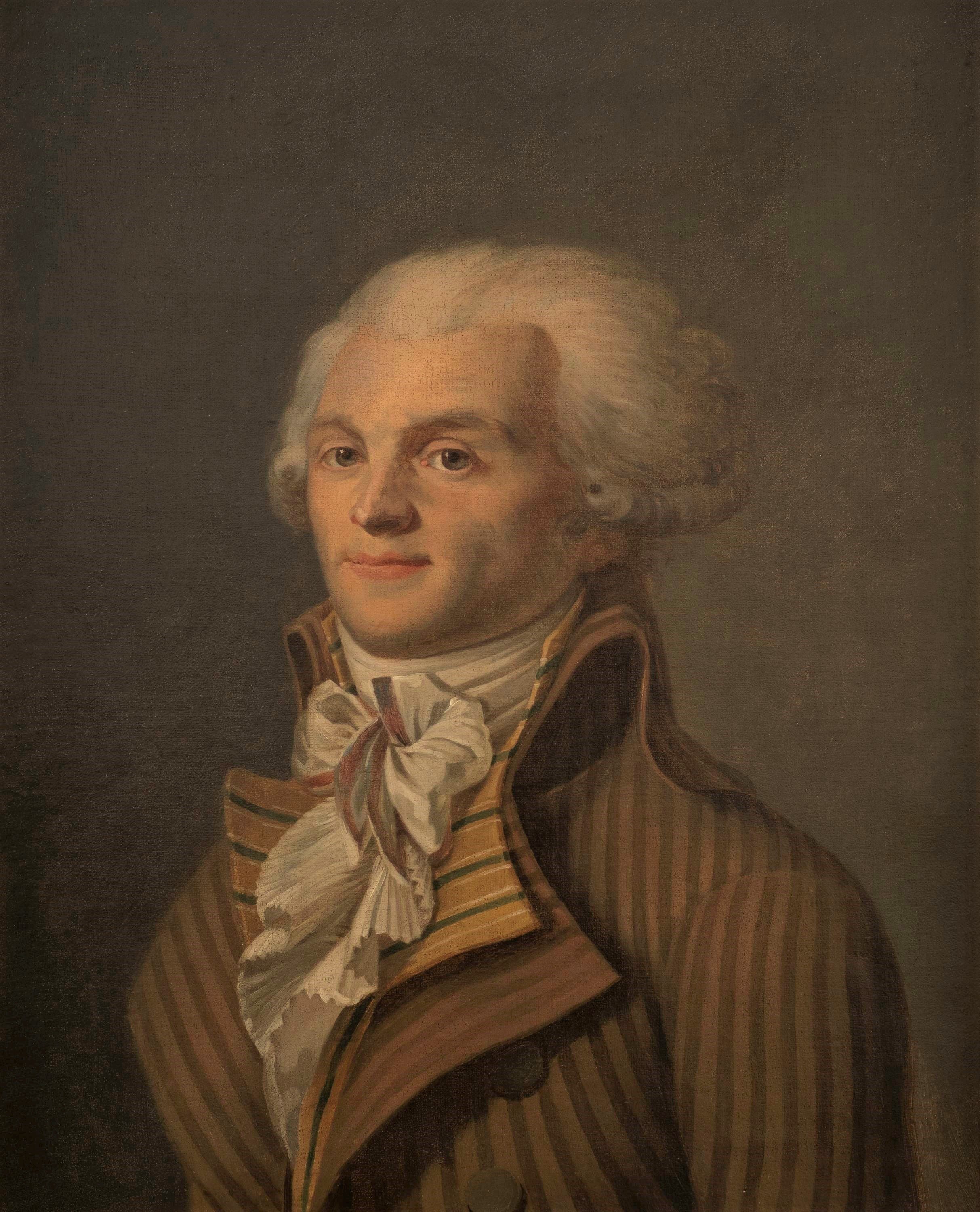
Maximilien de Robespierre
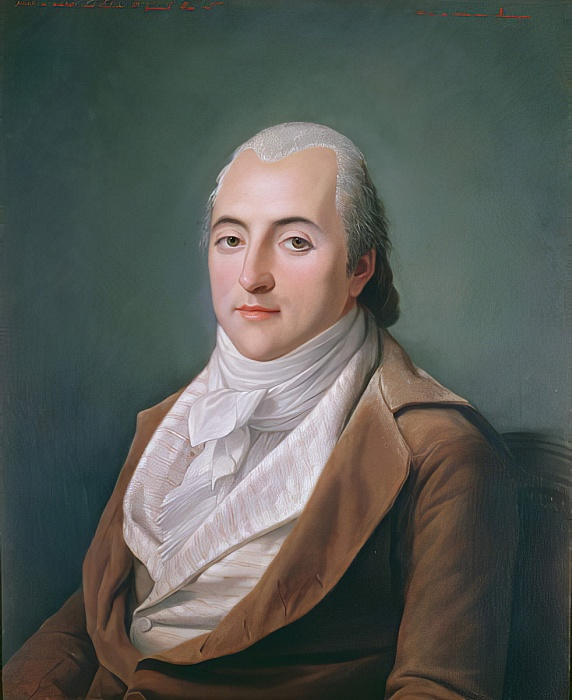
Claude-Henri de Rouvroy de Saint-Simon
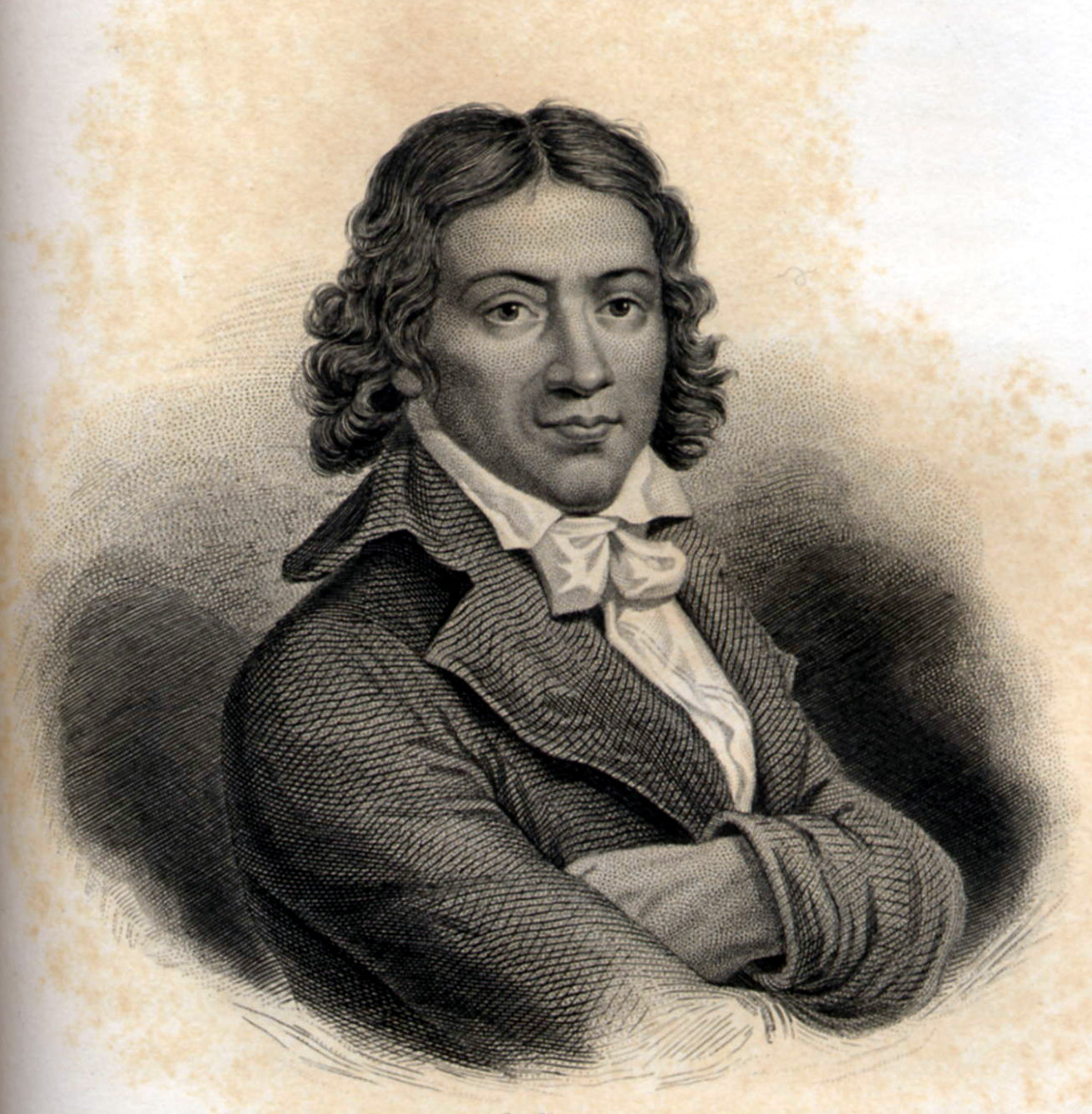
Camille Desmoulins
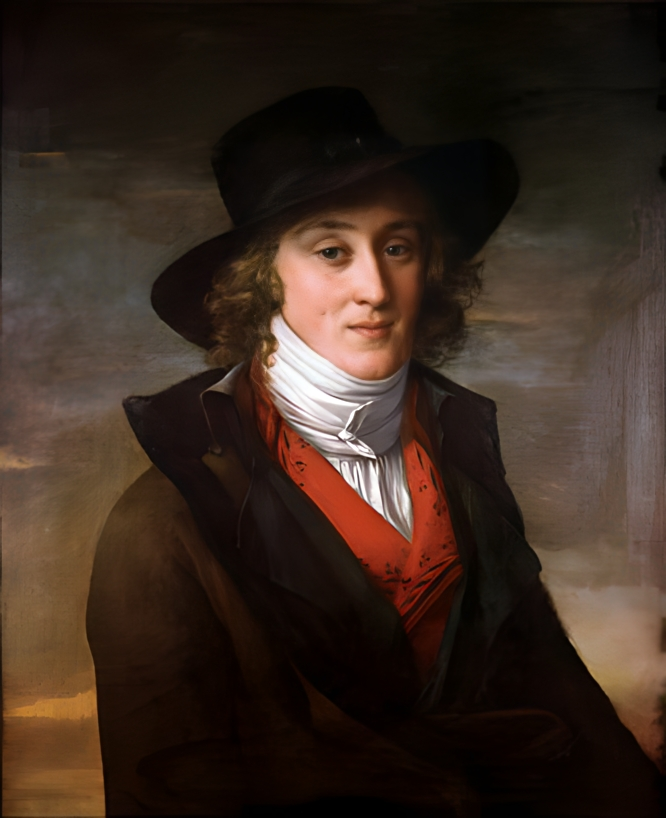
Louis Antoine de Saint-Just
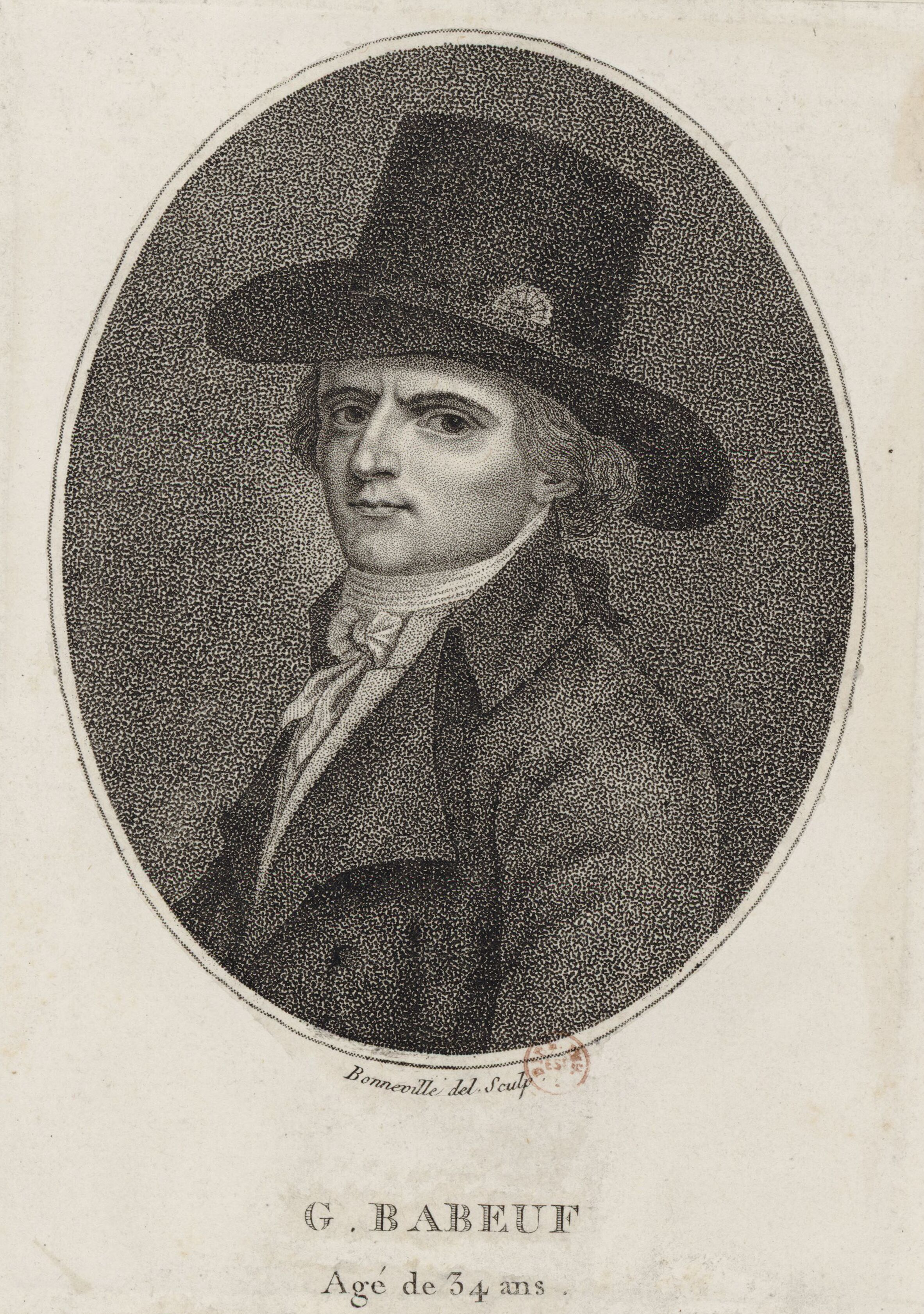
Gracchus Babeuf
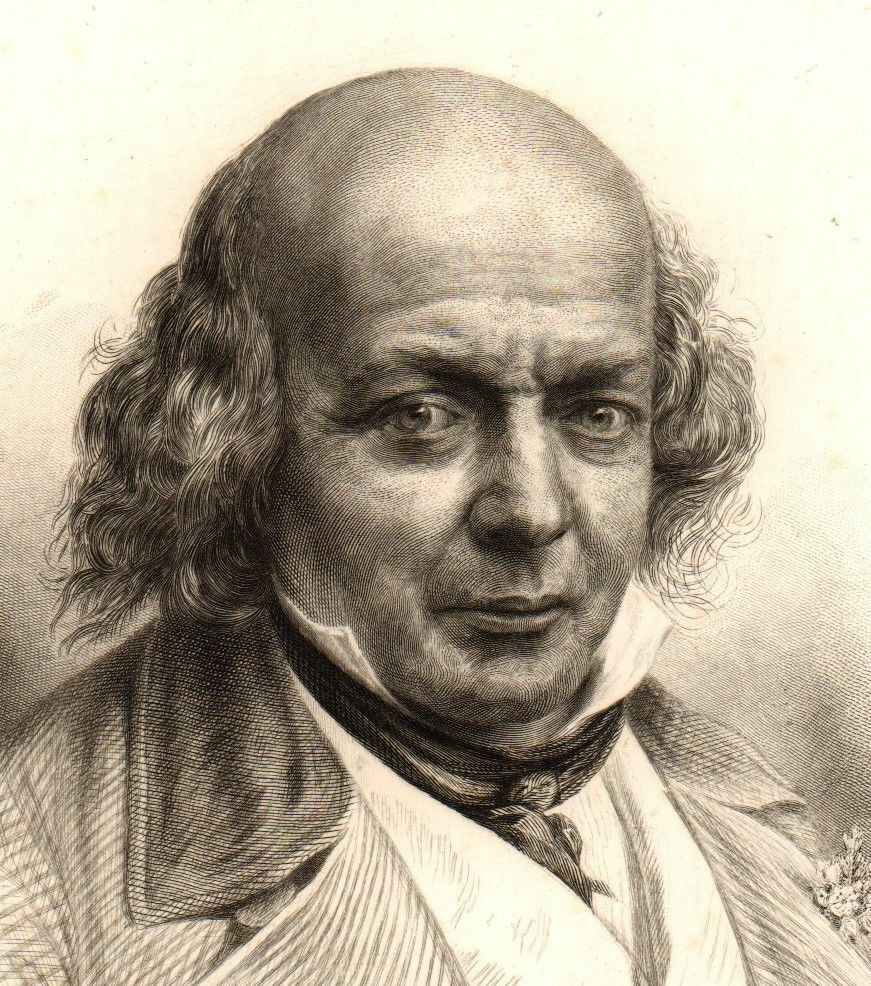
Pierre-Jean de Béranger
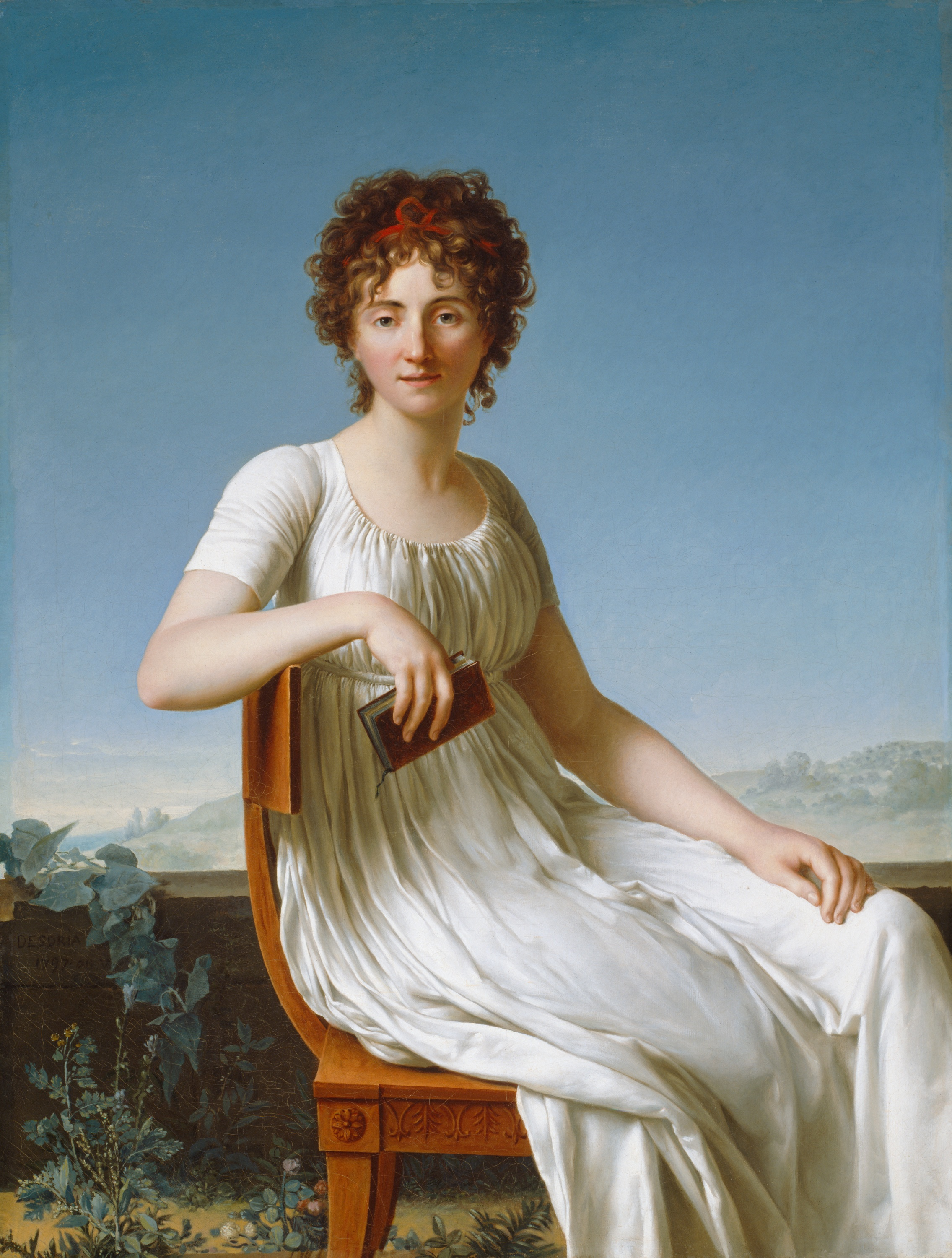
Constance de Théis
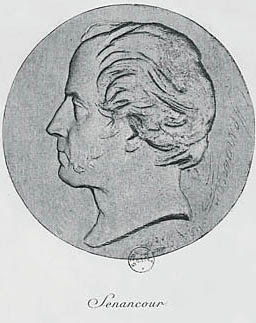
Étienne Pivert de Senancour
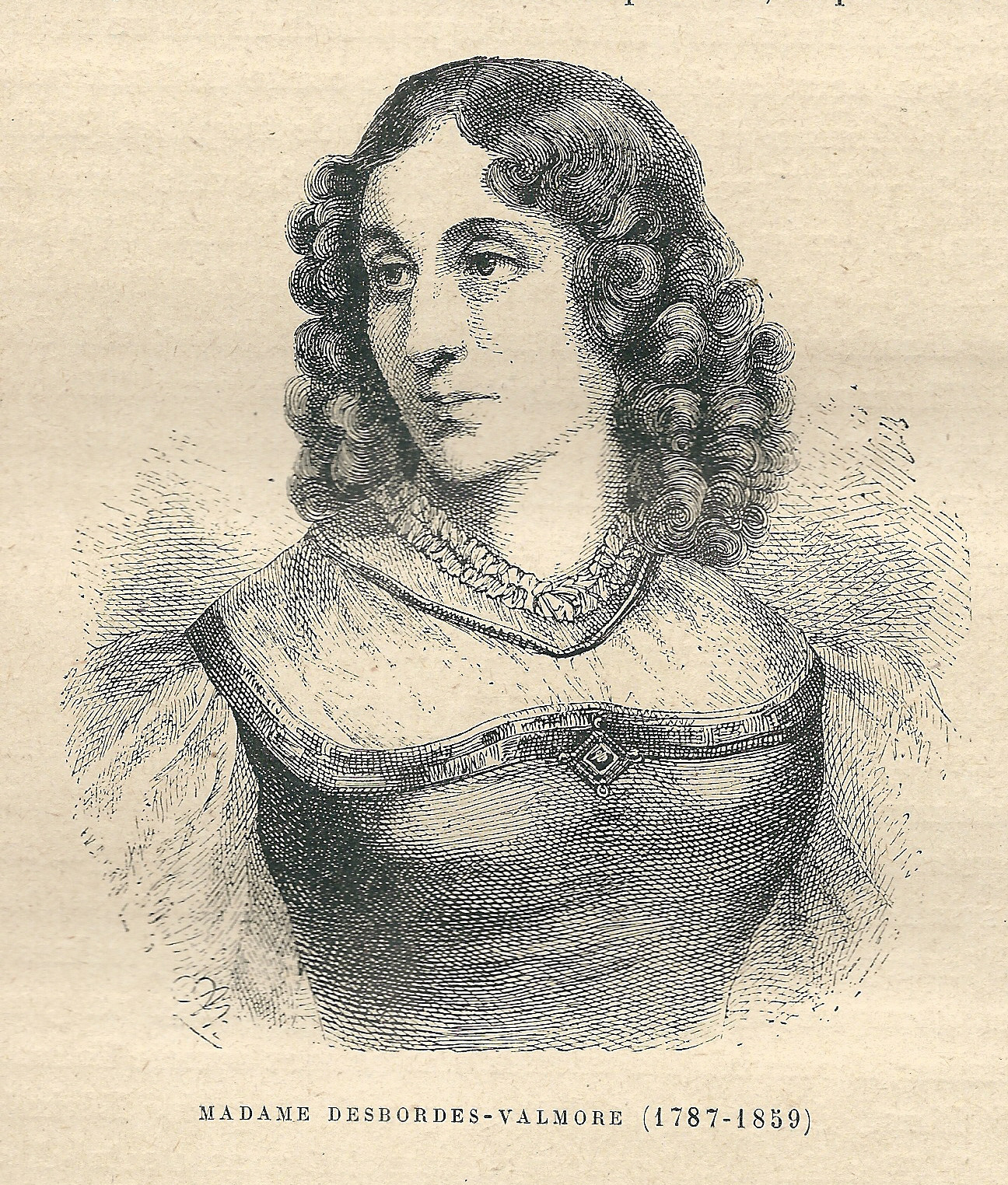
Marceline Desbordes-Valmore
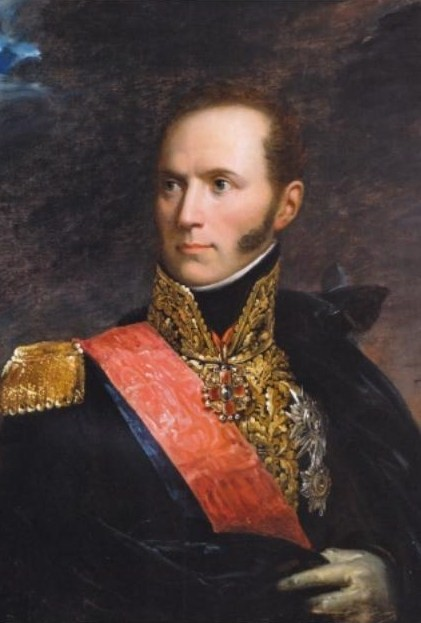
Armand de Caulaincourt

## Nés auXIXesiècle
| Nom                                 | Né(e) | Né(e) à                 | Mort(e) en | Mort(e) à              | Langue(s) d'expression | Genre(s)                                         |
| ----------------------------------- | ----- | ----------------------- | ---------- | ---------------------- | ---------------------- | ------------------------------------------------ |
| Fanny Dénoix des Vergnes            | 1800  | Luchy                   | 1879       | Beauvais               | Français               | Poésie                                           |
| Alexandre Dumas                     | 1802  | Villers-Cotterêts       | 1870       | Neuville-lès-Dieppe    | Français               | Roman, Théâtre, Mémoires                         |
| Charles-Augustin Sainte-Beuve       | 1804  | Boulogne-sur-Mer        | 1869       | Paris                  | Français               | Critique littéraire, Roman, Poésie, Essai        |
| Hector Crinon                       | 1807  | Vraignes-en-Vermandois  | 1870       | Vraignes-en-Vermandois | Picard, Français       | Satire, Chanson                                  |
| Gérard de Nerval                    | 1808  | Paris                   | 1855       | Paris                  | Français               | Poésie, Roman, Nouvelle, Théâtre, Correspondance |
| Louis-Victorine Ackermann           | 1813  | Paris                   | 1890       | Nice                   | Français               | Poésie, Mémoires, Conte                          |
| Arsène Houssaye                     | 1814  | Bruyères-et-Montbérault | 1896       | Paris                  | Français               | Critique littéraire, Poésie                      |
| Édouard Paris                       | 1814  | Amiens                  | 1874       | Amiens                 | Picard                 | Traduction, Théologie                            |
| Clotilde de Vaux                    | 1815  | Paris                   | 1846       | Paris                  | Français               | Correspondance, Poésie                           |
| Jean-Baptiste André Godin           | 1817  | Esquéhéries             | 1888       | Guise                  | Français               | Essai, Philosophie                               |
| Alexandre Desrousseaux              | 1820  | Lille                   | 1892       | Lille                  | Français, Picard       | Poésie, Chanson                                  |
| François Auguste Ferdinand Mariette | 1821  | Boulogne-sur-Mer        | 1881       | Le Caire               | Français               | Récit de voyage, Mémoires                        |
| Ernest Prarond                      | 1821  | Abbeville               | 1909       | Abbeville              | Français               | Essai                                            |
| Jules Champfleury                   | 1821  | Laon                    | 1889       | Sèvres                 | Français               | Roman, Essai                                     |
| Émile-Ambroise Thirion              | 1825  | Saint-Aubin-Épinay      | 1906       | Senlis                 | Français               | Théâtre                                          |
| Jules Verne                         | 1828  | Nantes                  | 1905       | Amiens                 | Français               | Roman, Théâtre, Poésie                           |
| Alphonse Bouvret                    | 1831  | Beauvais                | 1898       | Paris                  | Français               | Théâtre, Journalisme                             |
| Juliette Adam                       | 1836  | Verberie                | 1936       | Callian                | Français               | Roman, Essai, Mémoires                           |
| José-Maria de Heredia               | 1842  | Santiago de Cuba        | 1905       | Bourdonné              | Français               | Poésie                                           |
| Ernest Lavisse                      | 1842  | Le Nouvion-en-Thiérache | 1922       | Paris                  | Français               | Essai                                            |
| Édouard Branly                      | 1843  | Amiens                  | 1940       | Paris                  | Français               | Essai                                            |
| Léon Duvauchel                      | 1848  | Paris                   | 1902       | Paris                  | Français               | Roman                                            |
| Jean Richepin                       | 1849  | Médéa                   | 1926       | Paris                  | Français               | Roman, Poésie                                    |
| Paul Bourget                        | 1852  | Amiens                  | 1935       | Paris                  | Français               | Roman, Essai                                     |
| Séverine                            | 1855  | Paris                   | 1929       | Pierrefonds            | Français               | Essai, Journalisme                               |
| Mary Floran                         | 1856  | Abbeville               | 1934       | Beauvoir-Wavans        | Français               | Roman                                            |
| Albert Samain                       | 1858  | Lille                   | 1900       | Magny-les-Hameaux      | Français               | Poésie, Conte                                    |
| Virginie Demont-Breton              | 1859  | Courrières              | 1935       | Paris                  | Français               | Poésie, Mémoires                                 |
| Henri Carnoy                        | 1861  | Warloy-Baillon          | 1930       | Paris                  | Français               | Conte, Nouvelle                                  |
| Jules Huret                         | 1863  | Boulogne-sur-Mer        | 1915       | Paris                  | Français               | Essai, Récit de voyage                           |
| Édouard David                       | 1863  | Amiens                  | 1932       | Amiens                 | Picard, Français       | Poésie, Théâtre, Conte, Essai                    |
| George Auriol                       | 1863  | Beauvais                | 1938       | Paris                  | Français               | Roman, Conte                                     |
| Berthe Abraham                      | 1863  | Amiens                  | 1938       | Paris                  | Français               | Roman                                            |
| Madeleine Zillhardt                 | 1863  | Saint-Quentin           | 1950       | Neuilly-sur-Seine      | Français               | Nouvelle, Correspondance                         |
| Édouard Dubus                       | 1864  | Beauvais                | 1895       | Paris                  | Français               | Poésie, Journalisme, Juridique                   |
| Jehan-Rictus                        | 1867  | Boulogne-sur-Mer        | 1933       | Paris                  | Français, Picard       | Poésie                                           |
| Jules Mousseron                     | 1868  | Denain                  | 1943       | Denain                 | Picard, Français       | Poésie                                           |
| Philéas Lebesgue                    | 1869  | La Neuville-Vault       | 1936       | La Neuville-Vault      | Français, Picard       | Roman, Poésie, Essai, Critique littéraire        |
| Marguerite Burnat-Provins           | 1872  | Arras                   | 1952       | Grasse                 | Français               | Poésie                                           |
| Henri-Léon Lebesgue                 | 1875  | Beauvais                | 1941       | Paris                  | Français               | Publication scientifique                         |
| Suzanne Noël                        | 1878  | Laon                    | 1954       | Paris                  | Français               | Publication scientifique                         |
| Paul Vimereu                        | 1881  | Misery                  | 1962       | Saint-Malo             | Français               | Roman                                            |
| Pierre Mac Orlan                    | 1882  | Péronne                 | 1970       | Saint-Cyr-sur-Morin    | Français               | Roman, Essai, Poésie                             |
| Henri Deberly                       | 1882  | Amiens                  | 1947       | Viroflay               | Français               | Roman                                            |
| André Billy                         | 1882  | Saint-Quentin           | 1971       | Fontainebleau          | Français               | Roman                                            |
| Roland Dorgelès                     | 1885  | Amiens                  | 1973       | Paris                  | Français               | Roman                                            |
| Maxime de Sars                      | 1886  | Urcel                   | 1960       | Urcel                  | Français               | Essai                                            |
| Pierre Jean Jouve                   | 1887  | Arras                   | 1976       | Paris                  | Français               | Roman, Poésie                                    |
| Georges Bernanos                    | 1888  | Paris                   | 1948       | Neuilly-sur-Seine      | Français               | Roman, Essai, Théâtre                            |
| Maurice Blanchard                   | 1890  | Montdidier              | 1960       | Montdidier             | Français               | Poésie                                           |
| Charles Plisnier                    | 1896  | Ghlin                   | 1952       | Bruxelles              | Français               | Roman, Poésie, Essai                             |
| Eugène Dabit                        | 1898  | Mers-les-Bains          | 1936       | Sébastopol             | Français               | Roman, Nouvelle, Poésie                          |

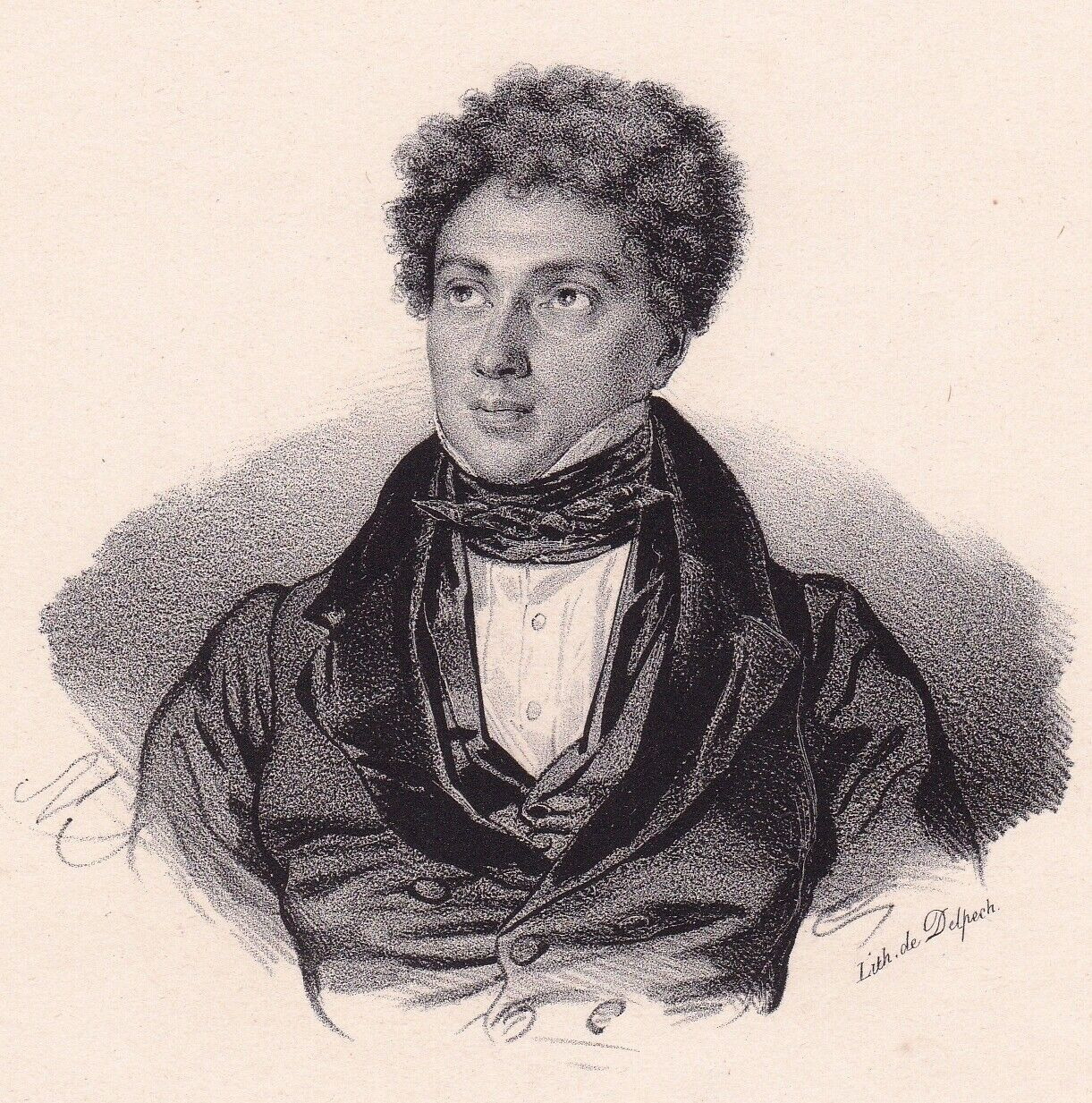
Alexandre Dumas
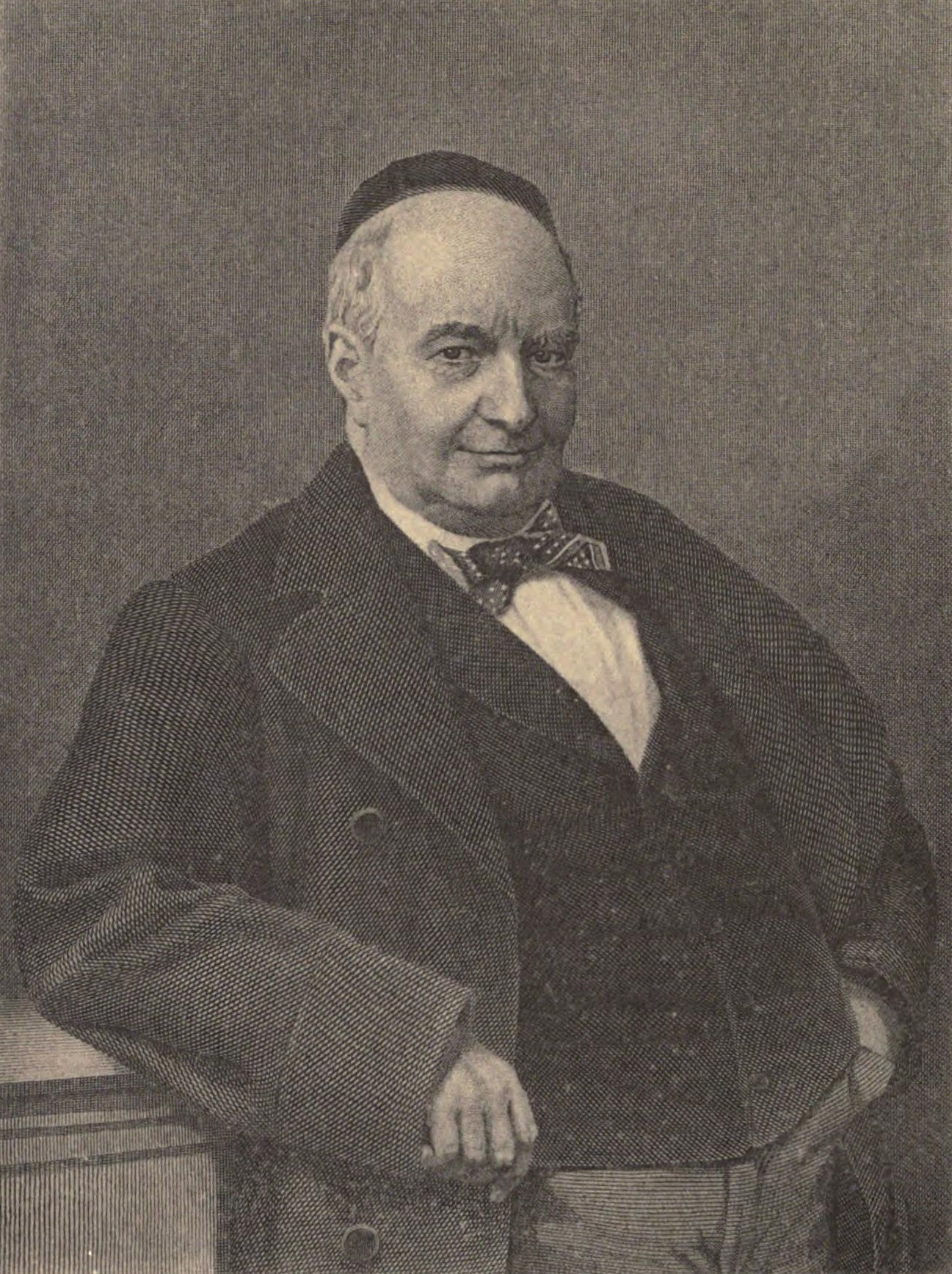
Charles-Augustin Sainte-Beuve
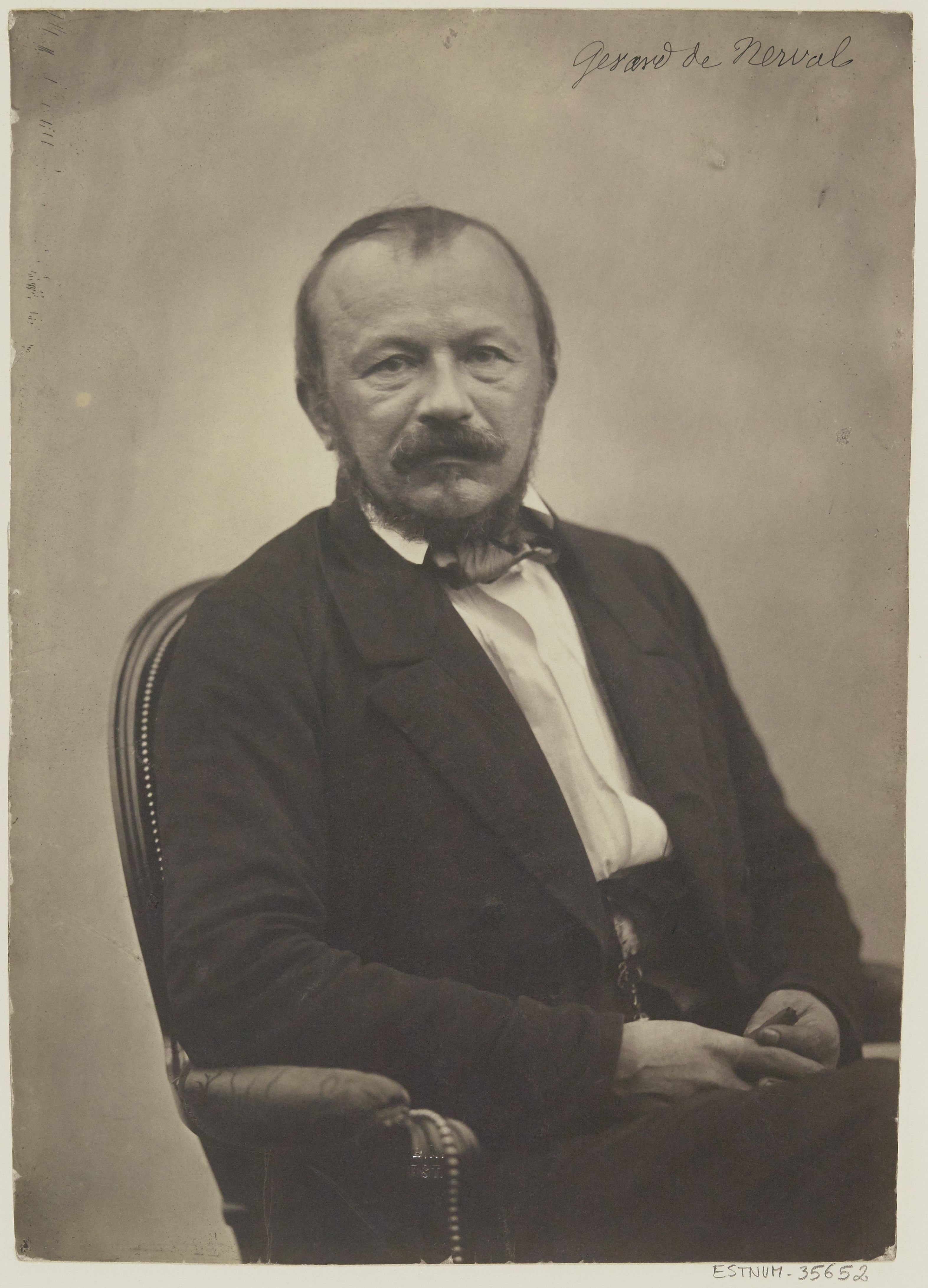
Gérard de Nerval
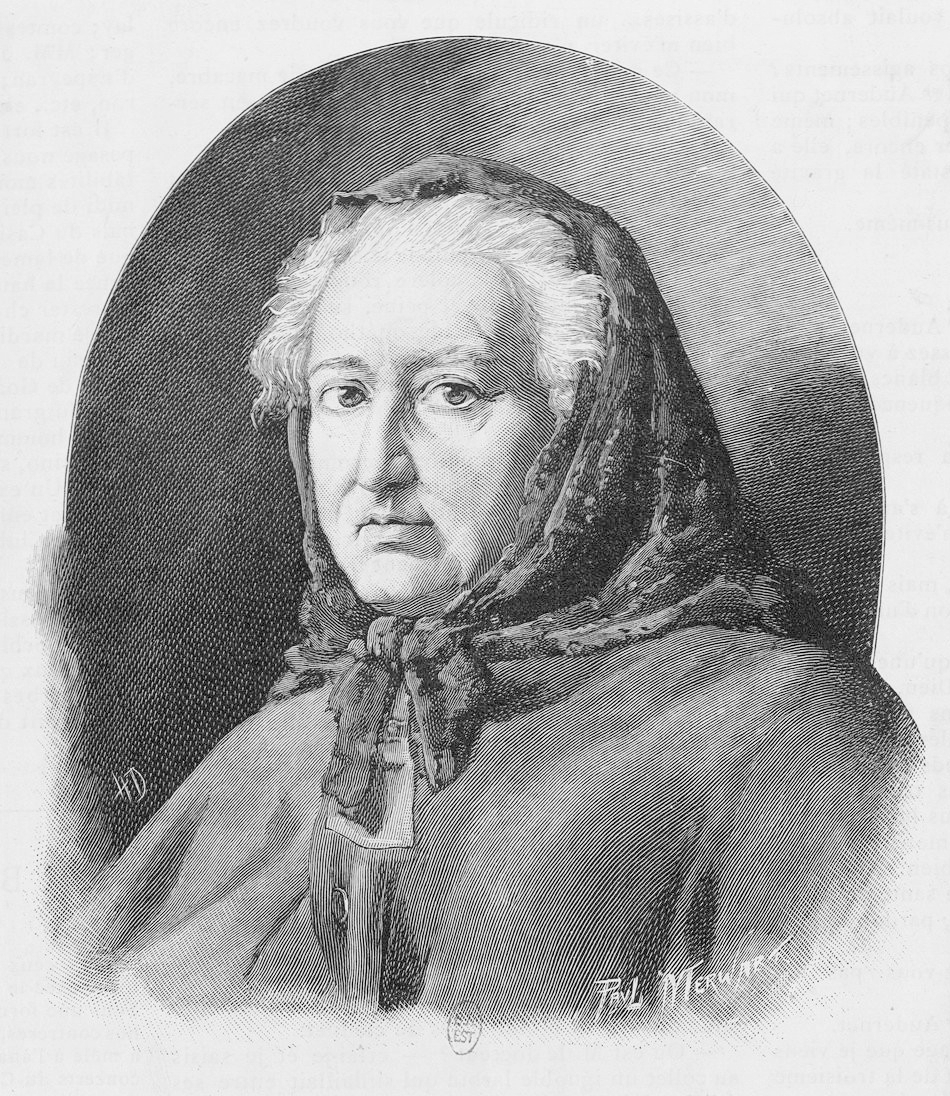
Louise-Victorine Ackermann
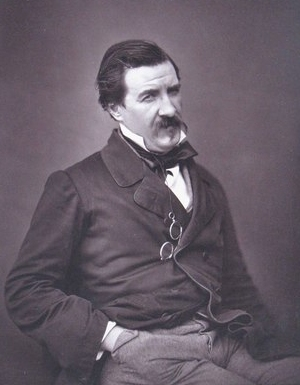
Jules Champfleury
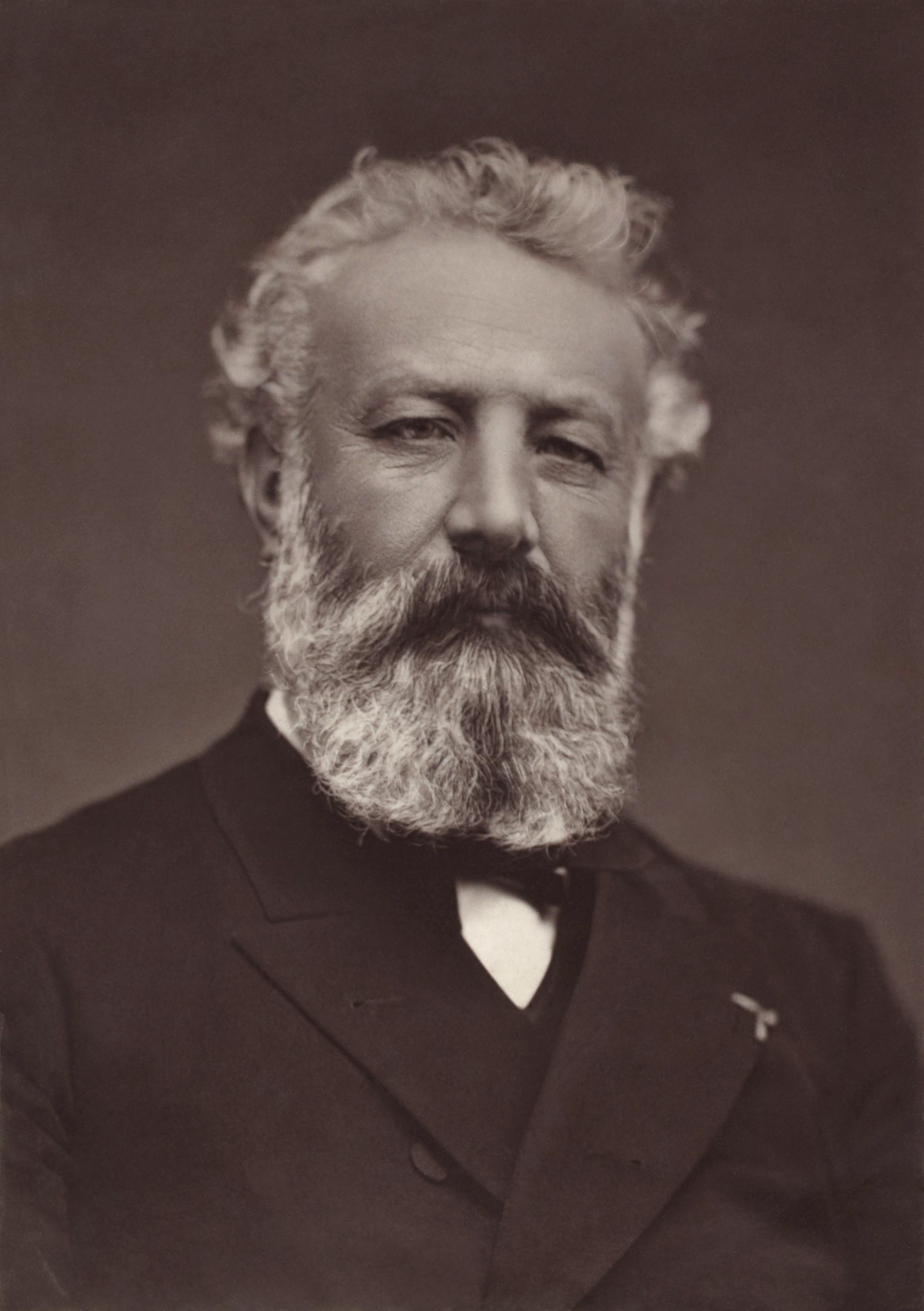
Jules Verne
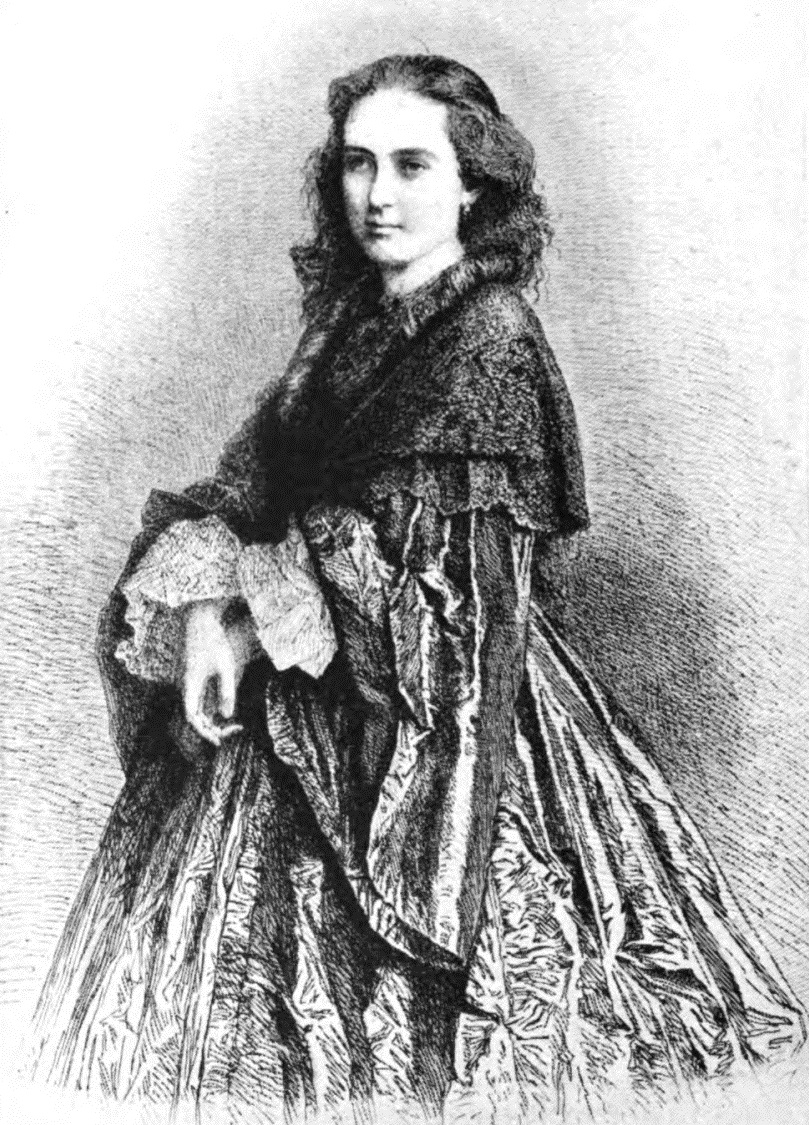
Juliette Adam
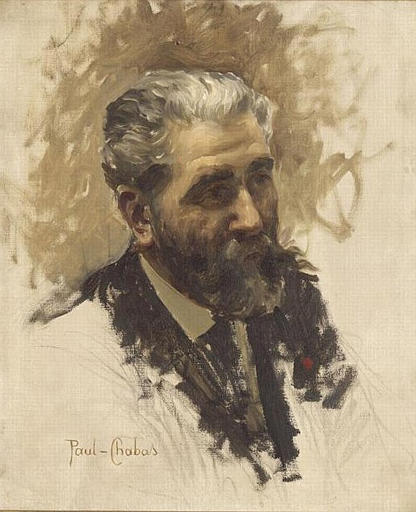
José-Maria de Heredia
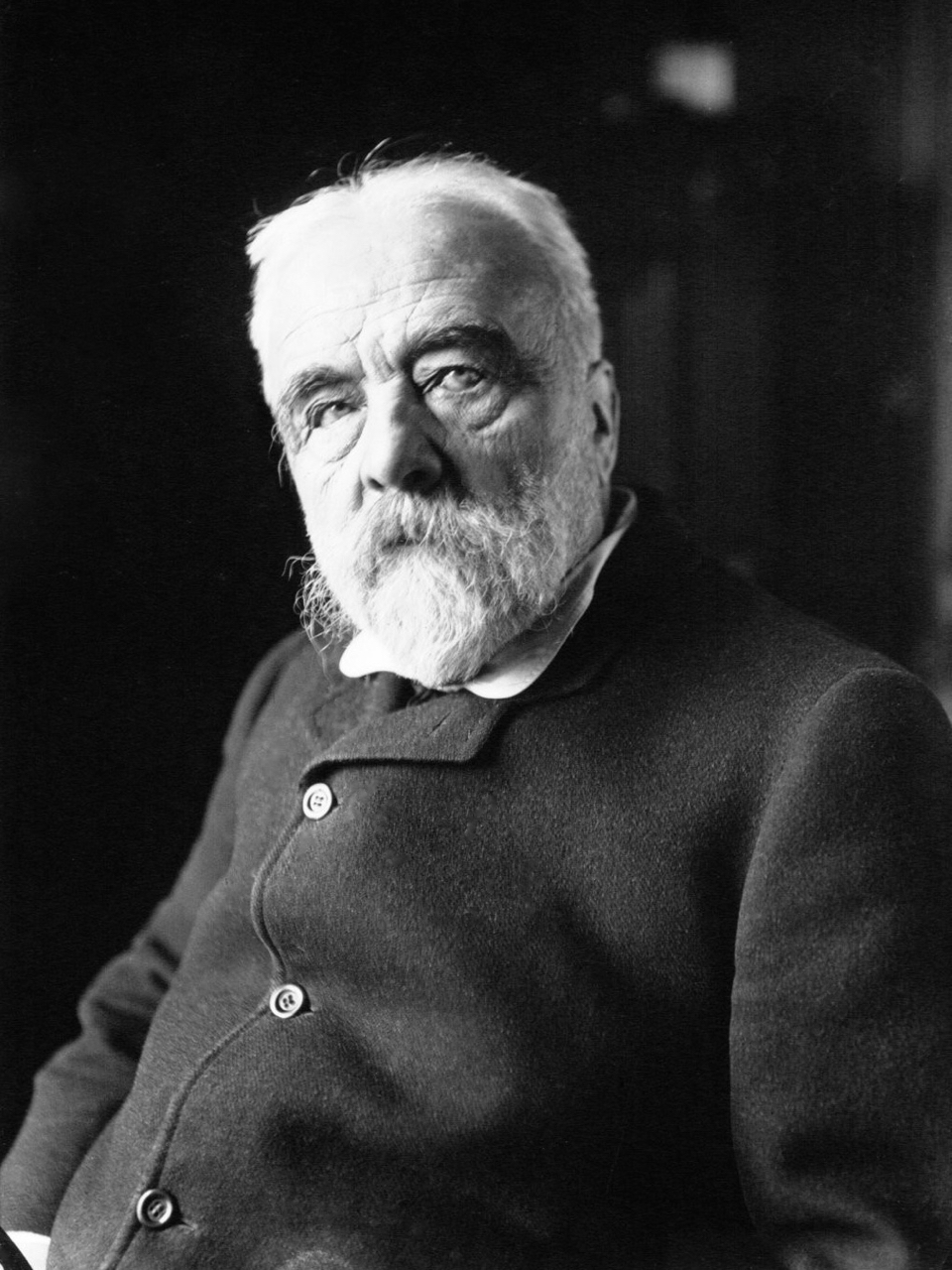
Ernest Lavisse
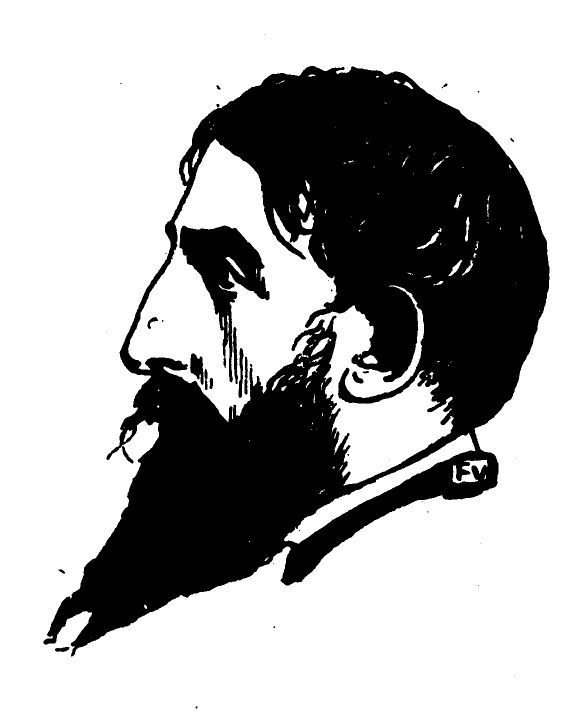
Jehan-Rictus
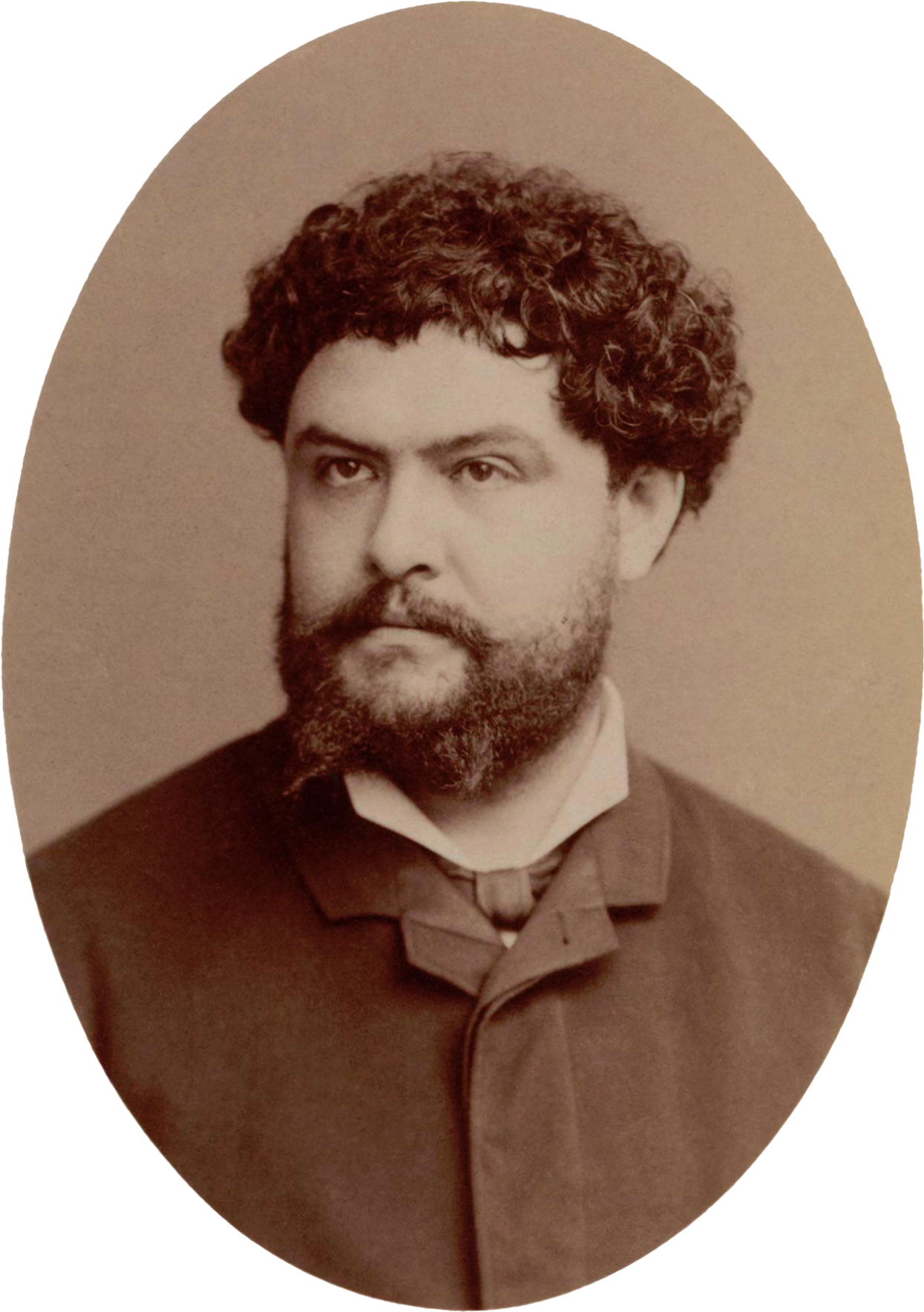
Jean Richepin
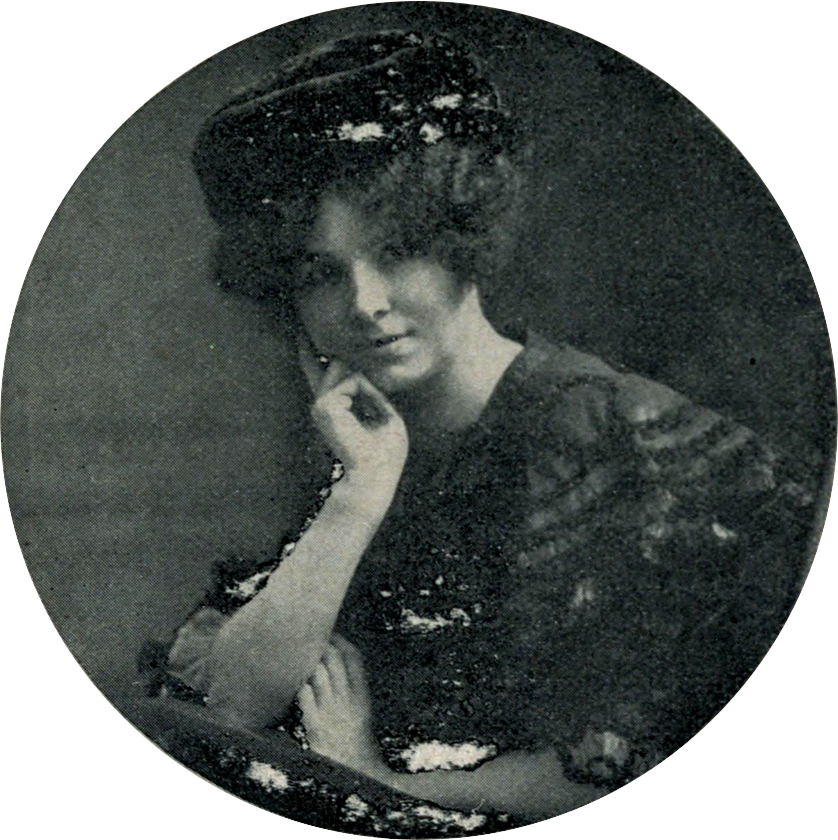
Marguerite Burnat-Provins
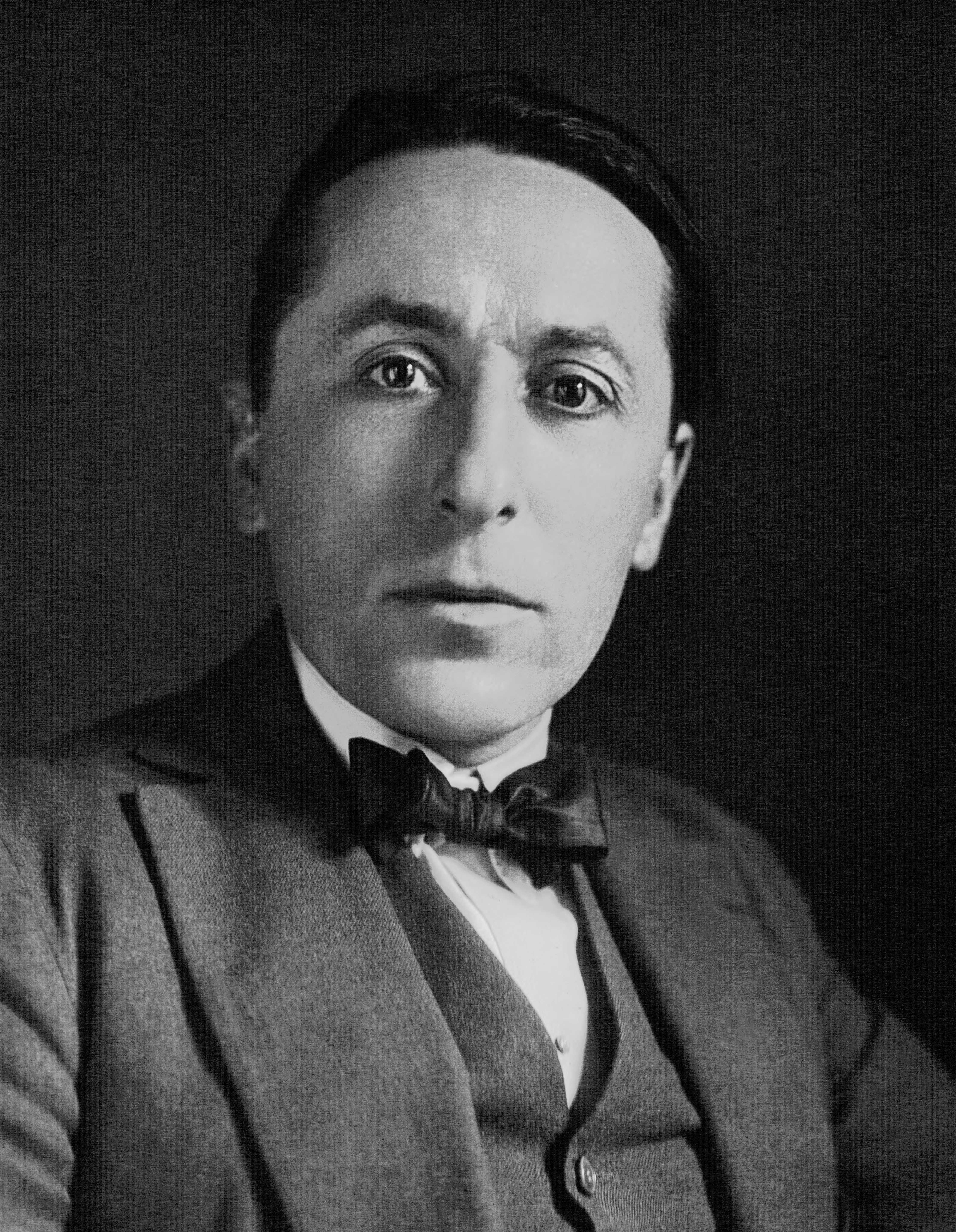
Roland Dorgelès
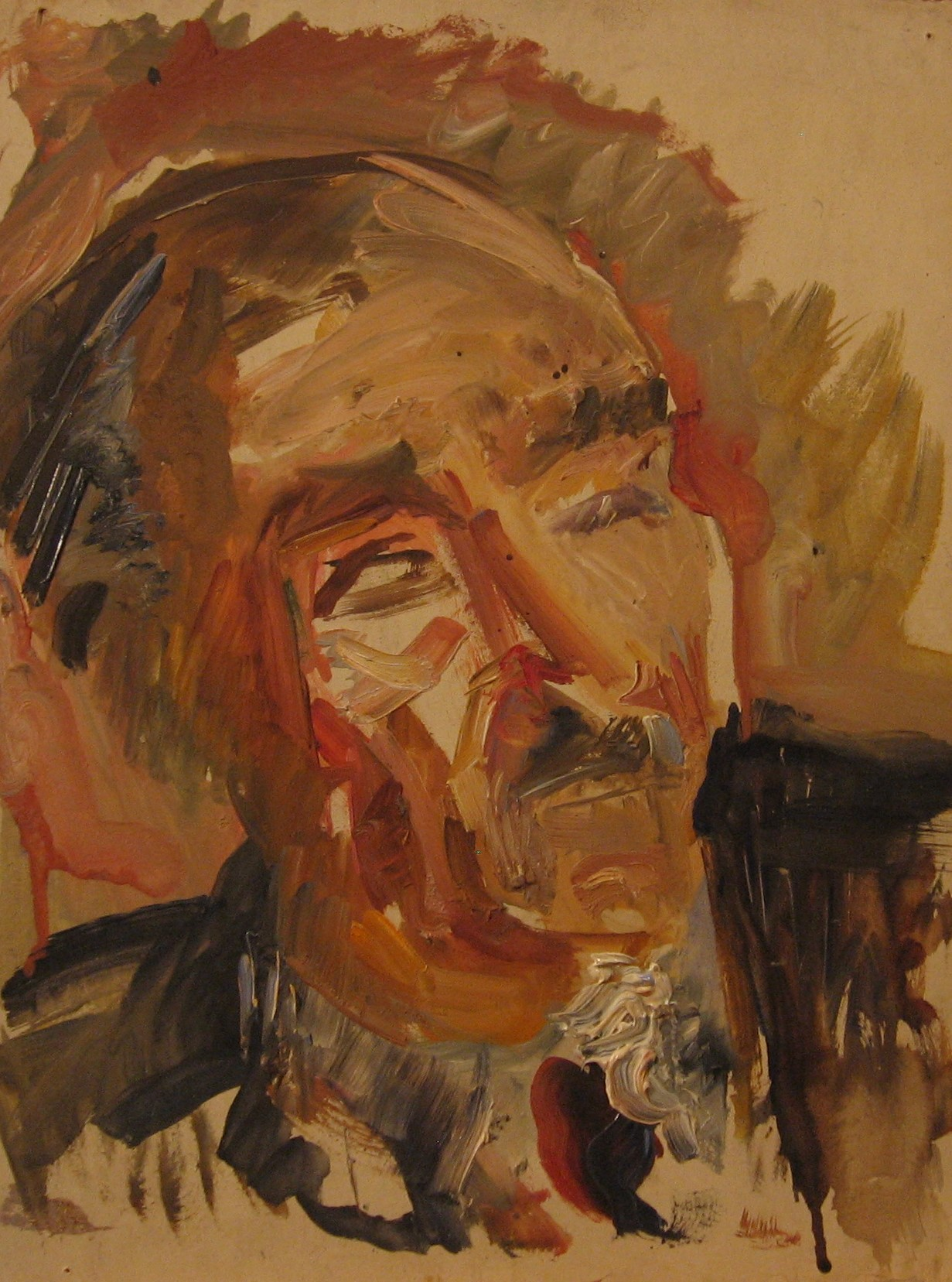
Pierre Jean Jouve
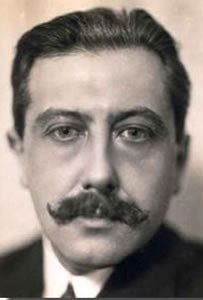
Georges Bernanos
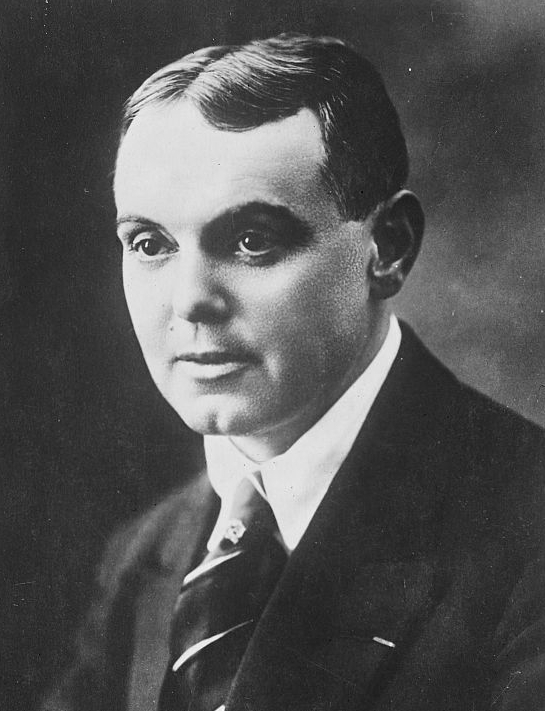
Pierre Mac Orlan

## Nés auXXesiècle
| Nom                      | Né(e) | Né(e) à                 | Mort(e) en | Mort(e) à              | Langue(s) d'expression | Genre(s)                                |
| ------------------------ | ----- | ----------------------- | ---------- | ---------------------- | ---------------------- | --------------------------------------- |
| Robert Delcourt          | 1902  | Quaregnon               | 1967       | Frameries              | Picard                 | Théâtre                                 |
| Violette Leduc           | 1907  | Arras                   | 1972       | Faucon                 | Français               | Roman                                   |
| Maxence Van der Meersch  | 1907  | Roubaix                 | 1951       | Le Touquet-Paris-Plage | Français               | Roman                                   |
| Marc Blancpain           | 1909  | Le Nouvion-en-Thiérache | 2001       | Neuilly-sur-Seine      | Français               | Roman                                   |
| Daniel Boulanger         | 1922  | Compiègne               | 2014       | Senlis                 | Français               | Roman, Nouvelle, Théâtre, Poésie        |
| Pierre Garnier           | 1928  | Amiens                  | 2014       | Saisseval              | Français, Picard       | Poésie, Critique littéraire, Traduction |
| Philippe Tesson          | 1928  | Wassigny                | 2023       | Chatou                 | Français               | Critique littéraire                     |
| Jacques Darras           | 1939  | Bernay-en-Ponthieu      |            |                        | Français               | Poésie, Théâtre, Essai                  |
| François Beauvy          | 1944  | Sarcus                  |            |                        | Français, Picard       | Essai                                   |
| Ivar Ch'Vavar            | 1951  | Berck                   |            |                        | Français, Picard       | Poésie                                  |
| Guillaume Laurant        | 1961  | Saint-Quentin           |            |                        | Français               | Scénario, Roman                         |
| Anne Brochet             | 1966  | Amiens                  |            |                        | Français               | Roman                                   |
| Sébastien Perez          | 1975  | Beauvais                |            |                        | Français               | Roman                                   |
| Adrien Tomas             | 1986  | Soissons                |            |                        | Français               | Roman                                   |
| François-Henri Désérable | 1987  | Amiens                  |            |                        | Français               | Roman                                   |
| Mohamed Mbougar Sarr     | 1990  | Dakar                   |            |                        | Français               | Roman                                   |
| Édouard Louis            | 1992  | Abbeville               |            |                        | Français               | Roman                                   |

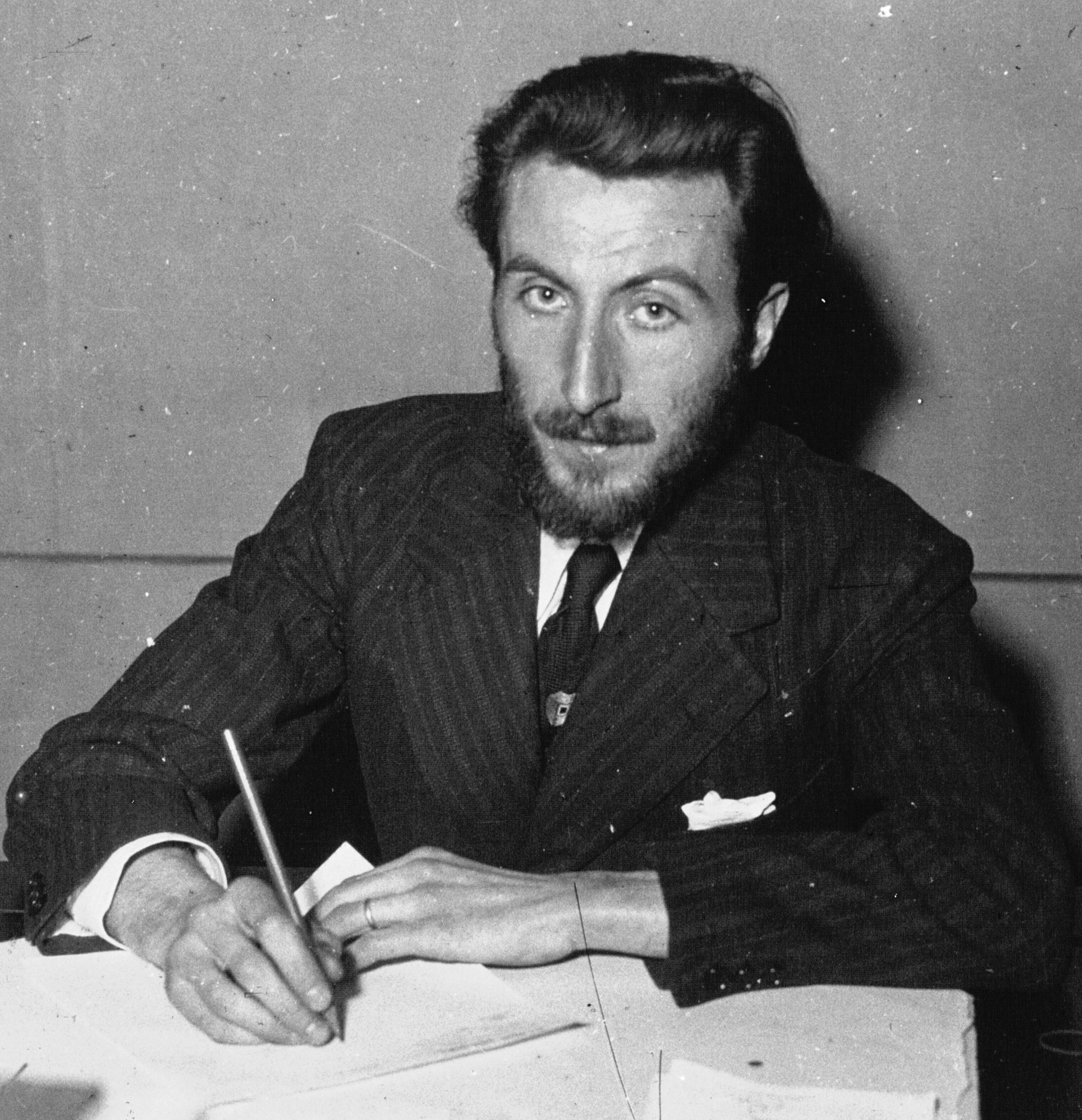
Maxence Van der Meersch
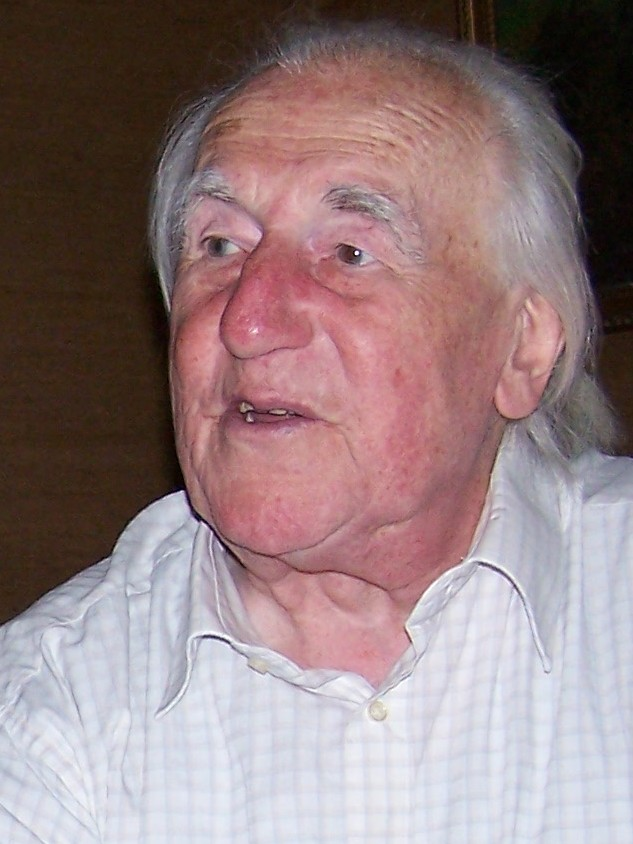
Pierre Garnier
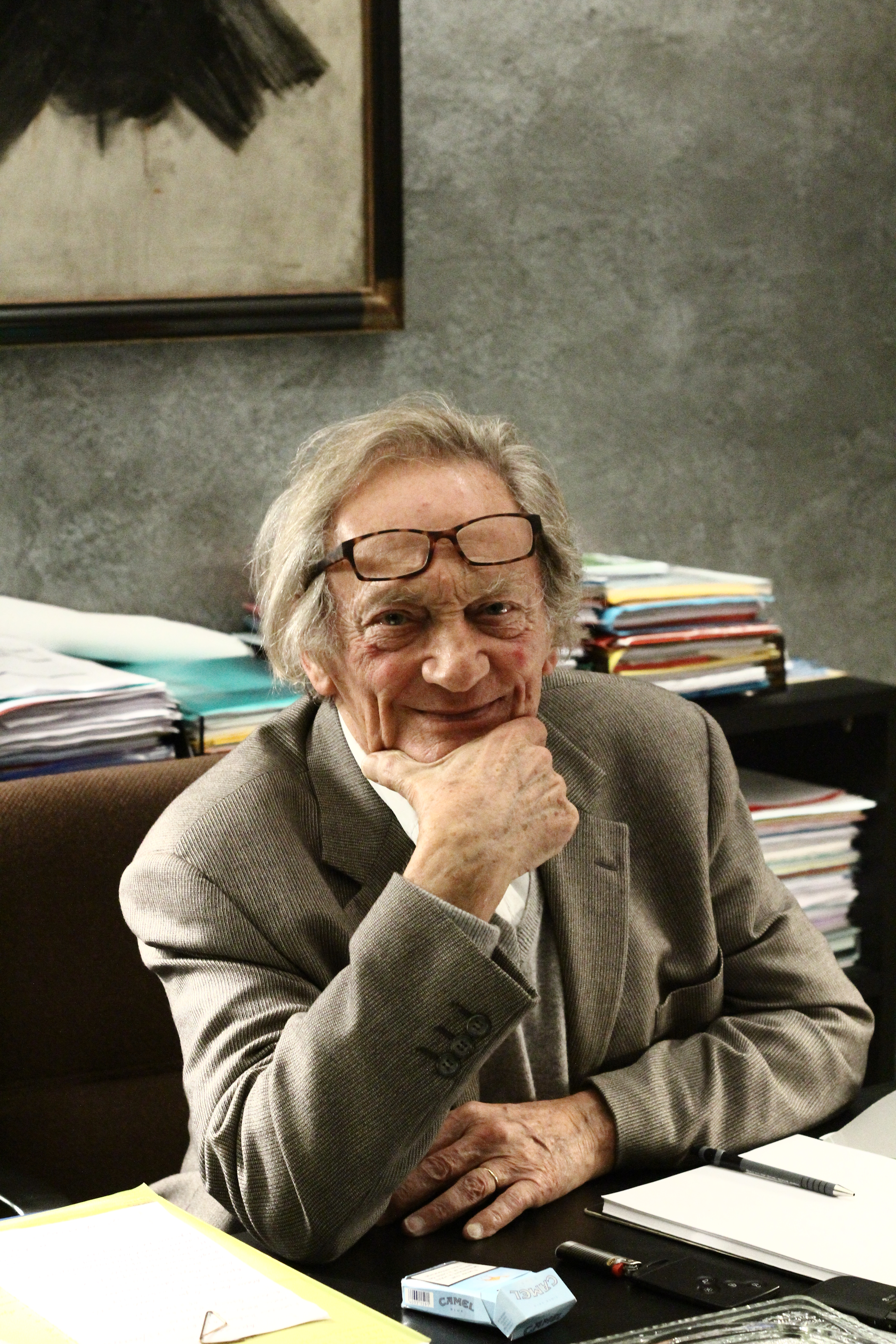
Philippe Tesson
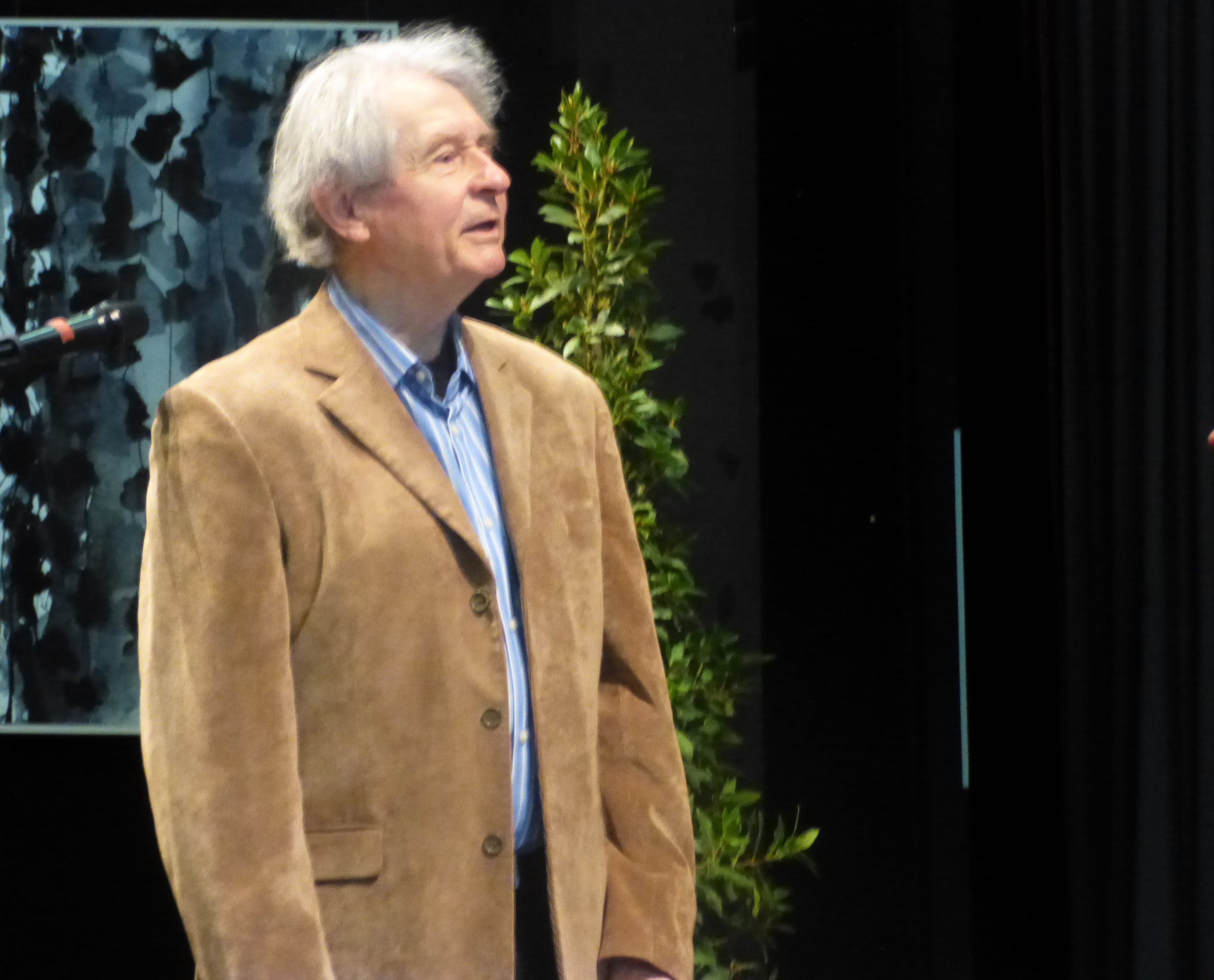
Jacques Darras
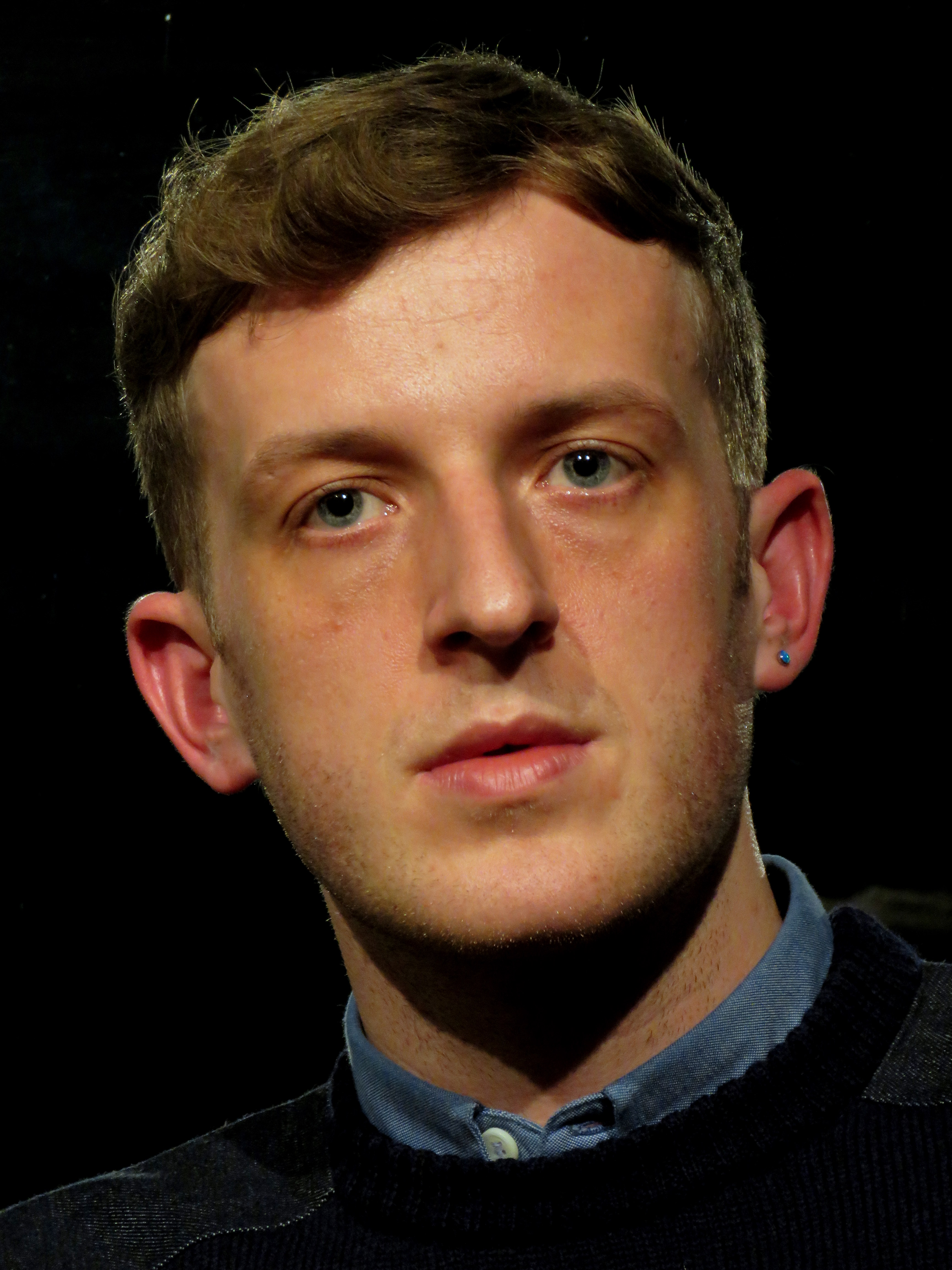
Édouard Louis
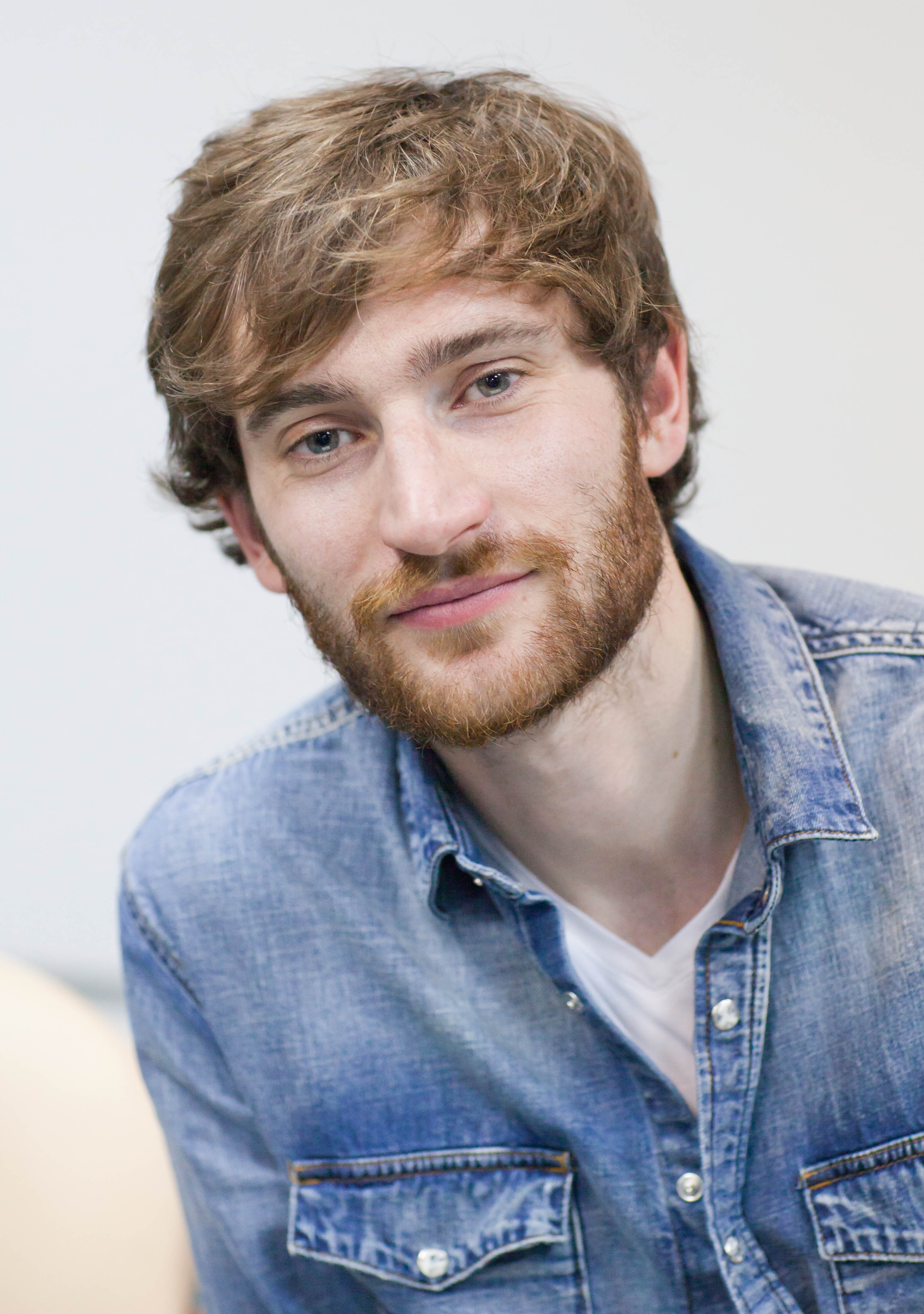
François-Henri Désérable
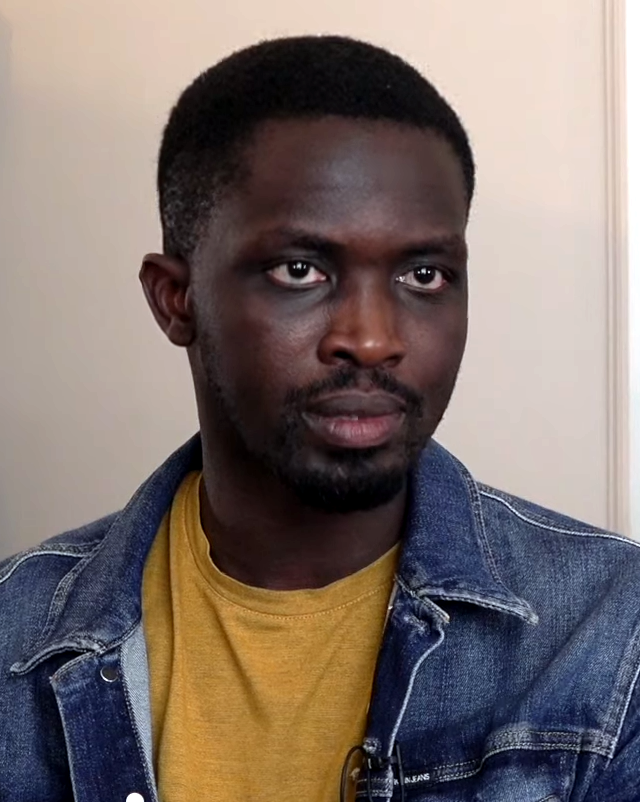
Mohamed Mbougar Sarr